# Список фильмов киностудии «Центрнаучфильм»
Список фильмов киностудии «Центрнаучфи́льм» (Центральная студия научно-популярных и учебных фильмов), также известной под рядом других названий) — включает произведённые на ней кинофильмы в хронологическом порядке.
С момента создания в 1933 году студия поменяла несколько названий: «Мостехфильм» (1933—1941), «Воентехфильм» (1941—1944), «Моснаучфильм» (1945—1966), с 1967 года стала «Центрнаучфильмом». В 2004 году реорганизована в «Центр национального фильма». Путём дальнейшей реорганизации в форме присоединения (Распоряжение Росимущества от 31 декабря 2014 г. № 1355-р) с апреля 2015 года входит в Киностудию имени М. Горького в качестве обособленного подразделения.

## 1933—1940

### 1933
1. Устройство автомобиля: Электрооборудование — реж. Борис Альтшулер

### 1935
1. Крылатые гости — реж. Александр Згуриди
2. Литейное дело — реж. Сергей Чулков, П. Градов
3. Насекомые — реж. Леонид Антонов
4. Про львёнка Кинули — реж. Борис Павлов
5. Собака и волк — реж. Борис Павлов
6. Устройство автомобиля: Батарейное зажигание — реж. Борис Альтшулер
7. Физиология сельскохозяйственных животных — реж. Борис Павлов

### 1936
1. В мире насекомых — реж. Леонид Антонов
2. Клуб зверей — реж. Н. Тарханов
3. Нейрохирургия — реж. Владимир Карин
4. Устройство автомобиля: Рулевое управление — реж. Борис Альтшулер

### 1937
1. Агротехника сахарной свёклы — реж. Сергей Чулков
2. Великий преобразователь
3. Глубокий рейд — реж. Пётр Малахов
4. Рукописи Пушкина А. С.

### 1938
1. Береги ребёнка — реж. Яков Миримов
2. Дружная компания — реж. Борис Павлов
3. Манго-Нэй / Амурский человек — реж. Борис Павлов
4. Самбо — реж. Яков Миримов
5. Устройство трактора: Трансмиссия и ходовая часть — реж. Борис Альтшулер

### 1939
1. В глубинах моря — реж. Александр Згуриди, Борис Долин
2. Витамин С — реж. Николай Чигорин
3. Исследование инстинктов у хищников и млекопитающих — реж. Борис Павлов
4. Конвейер домов — реж. Борис Альтшулер
5. Многостаночное обслуживание — реж. Леонид Антонов, Сергей Чулков
6. Москва — реж. Виктор Моргенштерн
7. Размножение и развитие лягушки — реж. Борис Долин

### 1940
1. В мире пресноводных — реж. Борис Долин
2. Звук в технике — реж. Сергей Чулков
3. Инстинкт в поведении животных — реж. Борис Павлов
4. Лыжный спорт — реж. Вячеслав Сутеев
5. Опыты по оживлению организма — реж. Давид Яшин
6. Остров белых птиц — реж. Борис Светозаров
7. Памятники Бородино — реж. Давид Дубинский
8. Сила жизни — реж. Александр Згуриди
9. Собака на войне — реж. Евгений Терпилин
10. Солнечные и лунные затмения — реж. Константин Алекаев
11. Центральный музей В. И. Ленина — реж. Виктор Моргенштерн
12. Чайковский — реж. Яков Миримов

## 1941—1950

### 1941
1. Борьба с вражескими танками — реж. Владимир Сутеев
2. Воздушная тревога  — реж. С. Гудков, Дмитрий Боголепов
3. Как бороться с зажигательными бомбами  — реж. Леонид Антонов
4. Как бороться с замораживанием  — реж. Владимир Сутеев
5. Как обеспечить светомаскировку жилого дома — реж. Пётр Малахов
6. Как уберечь себя от отравляющих веществ — реж. Евгений Кузис
7. Методика классического танца — реж. Яков Миримов
8. Ориентирование на местности — реж. Владимир Сутеев
9. Типы вражеских танков — реж. Владимир Сутеев
10. Уничтожай танки врага — реж. Владимир Шнейдеров, Вячеслав Сутеев

### 1942
1. Вхождение танка по пересечённой местности и на препятствиях — реж. Николай Чигорин
2. Немецкая оборона и её преодоление
3. Оружие снайпера — реж. Борис Альтшулер
4. Первичная обработка ран конечностей — реж. Владимир Карин
5. Подготовка танка к бою — реж. Борис Альтшулер

### 1943
1. Немецкая оборона и её преодоление — реж. Владимир Шнейдеров, Вячеслав Сутеев
2. Планетарная трансмиссия — реж. Кирилл Домбровский
3. Танк ведёт огонь — реж. Евгений Кузис, Соломон Левит-Гуревич
4. Танки в засаде — реж. Евгений Кузис, Соломон Левит-Гуревич

### 1944
1. Вторая жизнь машины — реж. Борис Альтшулер
2. Новодевичий монастырь. Архитектурный кино-очерк — реж. Виктор Моргенштерн
3. Солнечное племя — реж. Андрей Винницкий

### 1945
1. Большая вселенная — реж. Фёдор Тяпкин
2. Затмение Солнца и Луны — реж. Михаил Кауфман
3. Земля в пространстве — реж. Михаил Кауфман
4. Крепче стали — реж. Борис Альтшулер
5. Небесные гости — реж. Виктор Моргенштерн
6. Органы движения человека — реж. Борис Альтшулер
7. Пехота в бою — реж. Владимир Шнейдеров
8. Сердце человека — реж. Борис Альтшулер

### 1946
1. Белый Клык — реж. Александр Згуриди
2. Будь осторожен на улице — реж. Дмитрий Боголепов
3. Вождение танка вброд — реж. Николай Чигорин
4. Воздушная разведка — реж. Соломон Левит-Гуревич
5. Воздушная стрельба — реж. Лев Шеффер
6. Ворота Каспия — реж. Борис Чуевский, А. Сундуков
7. Горные канатные средства — реж. А. Крыжанский
8. Горы под морем — реж. Арамазд Кондахчан
9. Граждане, запрещайте детям играть на улице — реж. Дмитрий Боголепов
10. Гром и молния — реж. Лев Шеффер
11. Дыхание — реж. Яков Миримов
12. Жемчужина Кавказа — реж. Арамазд Кондахчан
13. Живопись Репина — реж. Юрий Желябужский
14. Знатная свинарка Люскова — реж. Борис Светозаров
15. Искусственный пищевод — реж. Пётр Мосягин
16. История одной линии — реж. Михаил Кауфман
17. Каждый день — реж. Татьяна Лукашевич
18. Коломенское — реж. Яков Миримов
19. Колхида — реж. П. Ольцев
20. Краткие сведения по электротехнике для танкистов — реж. Н. Носов
21. Мастера сцены (МХАТ) — реж. Я. Купер, В. Юренев
22. Меры пожарной безопасности в электрохозяйстве — реж. Борис Эпштейн
23. Методика классического танца — реж. Яков Миримов
24. Минирование — реж. Вячеслав Сутеев
25. Мнимая смерть — реж. Лидия Печорина
26. Московская вода — реж. Валентина Попова
27. Наши субтропики — реж. Владимир Шнейдеров
28. Нервная система — реж. Вячеслав Сутеев
29. Огневая подготовка танкиста. 1. Подготовка стрельбы — реж. Евгений Кузис
30. Огневая подготовка танкиста. 2. Стрельба с места и остановки — реж. Евгений Кузис
31. Огневая подготовка танкиста. 3. Особенности стрельбы с коротких остановок — реж. Евгений Кузис
32. Огневая подготовка танкиста. 4. Стрельба с хода — реж. Евгений Кузис
33. Огневая подготовка танкиста. 5. Стрельба в особых условиях — реж. Евгений Кузис
34. Организация пожаротушения — реж. Борис Эпштейн
35. Организация специализированного лечения в Красной армии — реж. Владимир Карин
36. Органы движения — реж. Борис Альтшулер
37. Останкино — реж. Виктор Моргенштерн
38. Памяти академика Н. Н. Бурденко — реж. Владимир Карин
39. Повышение продуктивности молочного скота — реж. Давид Дубинский
40. Поточные методы производства в авиамоторостроении — реж. Юрий Желябужский
41. Путь к силе — реж. Арамазд Кондахчан
42. Сердце Родины — реж. Виктор Моргенштерн
43. Советская Армения — реж. Михаил Капчинский
44. Солнечный край — реж. Владимир Шнейдеров
45. Театр Красной Армии — реж. Яков Миримов
46. У академика Цицина — реж. Борис Альтшулер
47. Языки мира — реж. Владимир Шнейдеров

### 1947
1. Архитектор Матвей Казаков — реж. Яков Миримов
2. Звериной тропой — реж. Борис Долин
3. Зимний спорт в Москве — реж. Дмитрий Боголепов, Вячеслав Сутеев
4. Зоркий помощник — реж. Борис Альтшулер
5. Как работал Маяковский — реж. Виктор Моргенштерн, Фёдор Тяпкин
6. Миклухо-Маклай — реж. Александр Разумный
7. Москва социалистическая — реж. Сергей Чулков
8. Остров Ионы — реж. Владимир Шредель
9. Преобразователи природы — реж. Борис Альтшулер
10. Сорняки — враги урожая — реж. Илья Свистунов
11. Умные машины — реж. Борис Альтшулер

### 1948
1. Архангельское — реж. Яков Миримов
2. Василий Баженов — реж. Яков Миримов
3. История одного кольца — реж. Борис Долин
4. Кристаллы — реж. Яков Каплунов
5. Тайна куриного яйца — реж. Д. Астафьев
6. Художники войны — реж. Виктор Моргенштерн

### 1949
1. Влияние скоростных и высотных полётов на организм лётчика — реж. Соломон Левит-Гуревич
2. Лесная быль — реж. Александр Згуриди
3. Московский стадион «Динамо» — реж. Дмитрий Боголепов, Вячеслав Сутеев
4. Наступление на засуху — реж. Илья Свистунов, Сергей Чулков
5. Подмосковные усадьбы — реж. Яков Миримов

### 1950
1. Звёздный остров — реж. Фёдор Тяпкин
2. И. Левитан — реж. Виктор Моргенштерн

## 1951—1960

### 1951
1. За новые земли — реж. Сергей Чулков
2. Новое в лечении анемии лошадей — реж. Сергей Чулков
3. Рассказ о советских автомобилях — реж. Фёдор Тяпкин

### 1952
1. Виктор Васнецов — реж. Юрий Желябужский
2. Всесоюзная художественная выставка 1951 г. — реж. Яков Миримов
3. Горные реки Кабарды — реж. Вячеслав Сутеев
4. Невидимые волны — реж. Борис Альтшулер
5. Случай на зимовке — реж. Александр Згуриди
6. Солнечное затмение 25 февраля 1952 года — реж. Василий Журавлёв
7. Творцы новой жизни — реж. Михаил Каростин
8. Творчество Перова — реж. Александр Разумный
9. Художник Василий Верещагин — реж. Александр Разумный
10. Школа сельских механизаторов — реж. Виктор Моргенштерн

### 1953
1. В передовой тракторной бригаде — реж. Николай Чуриков
2. Валентин Серов (1865—1911 г.) — реж. Юрий Желябужский
3. Красноярские столбы — реж. Виктор Моргенштерн
4. Крылатая защита — реж. Борис Долин
5. Предупредим появление рака — реж. Пётр Мосягин
6. Прогноз погоды — реж. А. Граф
7. Раскопки в Новгороде — реж. Владимир Шредель, Марианна Рошаль
8. Рассказ о зелёных квадратах — реж. Марианна Таврог, А. Ушаков
9. Рассказ о советском автомобиле — реж. Борис Альтшулер
10. Сиреневый сад — реж. Яков Миримов
11. Тонкорунное овцеводство на Северном Кавказе — реж. Е. Ермаков
12. Тракторная бригада Ивана Денисина — реж. А. Граф, Николай Чуриков
13. У истоков жизни — реж. Владимир Шнейдеров
14. Художник Перов — реж. Александр Разумный
15. Художник Поленов — реж. Яков Миримов
16. Школа председателей колхозов — реж. Андрей Кустов

### 1954
1. Будьте внимательны к своему здоровью — реж. Лидия Печорина
2. Враги и друзья — реж. Леонид Антонов
3. Гаситель крутильных колебаний — реж. Фёдор Тяпкин
4. Глазами кино — реж. Кирилл Домбровский, Самуил Рейтман
5. Достижения одной фермы — реж. Михаил Каростин
6. Знатный хлопковод Алля Анаров — реж. Мария Итина
7. Изобразительное искусство Китая — реж. Михаил Кауфман
8. Конный завод им. С. М. Буденного — реж. Павел Солуянов
9. Кристаллы — реж. Давид Яшин, Александр Сардан, Нина Чижова
10. Лимоны растут в комнатах — реж. Борис Светозаров
11. На берегах озера Иссык-Куль — реж. Семён Райтбурт
12. На полях Кубани — реж. Альберт Гендельштейн
13. На стройках столицы — реж. Михаил Каростин
14. Новая пшеница — реж. Валентина Попова
15. Новые культуры — на поля Подмосковья — реж. Илья Свистунов
16. О мире душистых растений — реж. Андрей Кустов
17. Памяти русского деревянного зодчества — реж. Яков Миримов
18. Плодовый питомник колхоза имеи Сталина — реж. А. Сундуков
19. По следам преступления — реж. Александр Усольцев-Гарф
20. Прыжки в воду — реж. П. Петров
21. Солнечное затмение — реж. Кирилл Домбровский, Самуил Рейтман
22. Томилинская птицефабрика — реж. Давид Дубинский
23. У полярного круга — реж. Николай Тихонов
24. Электрификация в колхозах Рыбновского района — реж. Евгений Кузис
25. Юные техники — реж. Фёдор Блажевич
26. Ядовитые змеи — реж. Нонна Агапова

### 1955
1. Биологическое действие ионизирующих излучений на микроорганизм — реж. А. Кудрявцев
2. Большие резервы — реж. Валентина Попова
3. Великий преобразователь природы — реж. Борис Светозаров
4. Венецианская живопись XVI века — реж. Яков Миримов
5. Выставка Дрезденской картинной галереи — реж. Б. Берсенев
6. Выставка кустарных изделий Индии — реж. Аркадий Шафран
7. Голландская живопись XVII века — реж. Яков Миримов
8. Дар пустыни — реж. Галина Ельницкая
9. Золотое руно — реж. Е.	Ермаков
10. Испанская живопись ХVI-ХVII веков — реж. Яков Миримов, Агаси Бабаян
11. Итальянская живопись ХV века — реж. Яков Миримов
12. Итальянская живопись ХVII-ХVIII веков — реж. Яков Миримов
13. Кукурузу на поля страны — реж. В. Астафьев
14. Лёгкая атлетика. Техника бега — реж. Вячеслав Сутеев
15. Меченые атомы — реж. Владимир Шнейдеров
16. На путях технического процесса — реж. Александр Усольцев-Гарф
17. Наперекор засухе — реж. Георгий Мельник
18. Немецкая живопись XVI—XIX веков — реж. Яков Миримов
19. Нидерландская живопись XV—XVI веков — реж. Яков Миримов
20. Новаторы станкостроения — реж. Виктор Моргенштерн
21. Новое в хлопководстве — реж. Илья Свистунов
22. Новый велосипед — реж. Анатолий Челаков
23. Опыт совхоза Масловский — реж. Фёдор Блажевич, Ф. Дочкин
24. Памяти Хмелёва — реж. Владимир Крепс
25. Первая в мире — реж. Дмитрий Боголепов
26. Повесть о лесном великане — реж. Александр Згуриди
27. Путь артиста — реж. Вячеслав Сутеев
28. Рассказ о Гало — реж. Михаил Кауфман
29. Рассказ о сборном железобетоне — реж. Владимир Томберг
30. Рассказ об одном открытии — реж. Михаил Каростин
31. Рембрандт — реж. Яков Миримов
32. Рубенс — реж. Яков Миримов
33. Рукописи Л. Н. Толстого — реж. Николай Руднев
34. Северный полюс — реж. Лидия Степанова, Юрий Тарич
35. Сикстинская мадонна — реж. Яков Миримов
36. Силосование початков кукурузы — реж. А. Сундуков
37. Случай с ефрейтором Кочетковым — реж. Александр Разумный
38. Советская сельскохозяйственная делегация в Англии — реж. Михаил Кауфман
39. Совхоз «Лесные поляны» — реж. Владимир Заргаров
40. Солнечный камень — реж. Лидия Степанова
41. Соревнования в Турине — реж. Арамазд Кондахчан
42. Терентий Мальцев — реж. Николай Шпиковский
43. Уход за лесными полосами — реж. Н. Никиткин
44. Фламандская живопись XVII века — реж. Яков Миримов
45. Французская живопись XVII—XVIII веков — реж. Яков Миримов, И. Кальмансон
46. Художник А. Саврасов — реж. Александр Усольцев-Гарф
47. Экран жизни — реж. Борис Альтшулер

### 1956
1. Антибиотики в животноводстве — реж. Давид Дубинский
2. Атомная энергия для мирных целей — реж. Дмитрий Боголепов, В. Бугаев, Соломон Левит-Гуревич, Марианна Таврог, Владимир Шнейдеров, Иван Аксенчук
3. Букет цветов — реж. Зиновий Фельдман
4. В звене Ниловой — реж. Самуил Рейтман
5. В мире ультразвуков — реж. Е. Гарлинская, Е. Косандров
6. В Политехническом музее — реж. Владимир Томберг
7. В Третьяковской галерее — реж. Михаил Кауфман
8. Волейбол — реж. Арамазд Кондахчан
9. Вторая жизнь станка — реж. Илья Свистунов
10. Выставка французского искусства XV-XX вв. — реж. Яков Миримов
11. Горячий час — реж. Виктор Моргенштерн
12. За передовую агротехнику — реж. А. Сундуков
13. За рулём автомобиля — реж. Я. Дихтер, Борис Альтшулер
14. Звенья высокого урожая овощей — реж. С. Ершов
15. И. М. Сеченов — реж. Давид Яшин
16. История одного выигрыша — реж. Семён Райтбурт
17. Колхозная дружина — реж. Анатолий Челаков
18. Лучи-исцелители — реж. Галина Ельницкая
19. Много шума из ничего — реж. Лев Замковой
20. На молочной ферме в горках Ленинских — реж. В. Астафьев
21. На оленях к плоту — реж. Николай Прозоровский
22. Народное зодчество Поволжья — реж. Марианна Таврог
23. Непрерывная разливка стали — реж. Соломон Левит-Гуревич
24. Новатор Николай Лупандин — реж. Соломон Шульман
25. Овощеводам сортовые семена — реж. Л. Лебедева
26. Опыт одного колхоза — реж. Зиновий Фельдман
27. Опыт совхоза Масловский — реж. Фёдор Блажевич, Ф. Дочкин
28. Особенности сцепления советских автомобилей — реж. Фёдор Тяпкин
29. Пик Победы — реж. Е. Покровский, В. Пустовалов
30. Под парусами — реж. Н. Курихин
31. Рассказ о ледниках — реж. Михаил Архангельский
32. Рассказ об эстампе — реж. Марианна Таврог, А. Ушаков
33. Рождение сада — реж. Яков Миримов, Борис Гольденбланк
34. Серый разбойник — реж. Борис Долин
35. Скульптор Конёнков — реж. Яков Миримов
36. Сокровища румынского народа — реж. Яков Толчан
37. Старт в стратосфере — реж. Никита Курихин, Теодор Вульфович
38. Тенгри-Танг — реж. Р. Мульвидсон
39. «Товарищ» уходит в море — реж. Альберт Гендельштейн
40. У берегов Антарктиды — реж. Глеб Нифонтов
41. Французская живопись XIX века — реж. Яков Миримов
42. Художник Александр Иванов — реж. Андрей Кустов
43. Художник Врубель — реж. Яков Миримов
44. Художник М. Греков — реж. Андрей Кустов
45. Цех-автомат — реж. Порфирий Подобед
46. Югославский архитектор Иосиф Плечник — реж. Мария Усольцева

### 1957
1. Больше мяса стране — реж. В. Астафьев
2. В горах Саянских — реж. Николай Прозоровский, Александр Зильберник
3. В краю вулканов и гейзеров — реж. Николай Тихонов
4. В Тихом океане — реж. Александр Згуриди
5. За жизнь обречённых — реж. Давид Яшин
6. Искусство рождённое Октябрём — реж. Андрей Кустов
7. Искусство фотографии — реж. Галина Ельницкая
8. Кинопанорама — реж. Кирилл Домбровский
9. Макеевская Мацеста — реж. Виктор Моргенштерн
10. Маленькая история — реж. Борис Эпштейн
11. Мастера книжной иллюстрации — реж. Марианна Таврог
12. Московский автомобильный — реж. Аркадий Шафран
13. Мы из школы Гнесиных — реж. Марианна Таврог
14. Наш колхоз — реж. В. Астафьев
15. Новое в колхозном строительстве — реж. Нонна Агапова
16. Новый аттракцион — реж. Борис Долин
17. Первые советские спутники Земли
18. Пётр Кончаловский — реж. Яков Миримов
19. По каналу имени Москвы — реж. Марианна Таврог
20. Приезжайте в Москву — реж. Виктор Моргенштерн
21. Развитие рефлекторной деятельности в онтогенезе — реж. Семён Райтбурт
22. Рассказы о Земле Московской — реж. Е. Ермаков
23. Русская советская живопись. Выпуск 1. Художники Москвы и Ленинграда — реж. Александр Разумный
24. Сокровища речных долин — реж. Н. Никитин, Михаил Капчинский
25. Спутник детства — реж. Андрей Кустов
26. Тайны мудрого рыболова — реж. Леонид Антонов
27. Точное литье — реж. Виктор Моргенштерн
28. Хорошее начало — реж. Зиновий Фельдман
29. Художник Бакшеев — реж. Александр Разумный
30. Художники пяти континентов — реж. Альберт Гендельштейн, Яков Толчан
31. Художники Российской Федерации — реж. Александр Разумный
32. Художник Константин Юон — реж. Александр Разумный
33. Художник Тропинин — реж. Андрей Кустов
34. Ценная коллекция — реж. Яков Толчан
35. Широка страна моя — реж. Роман Кармен
36. Это создано человеком — реж. Павел Солуянов

### 1958
1. Автоматы в космосе — реж. Кирилл Домбровский
2. Атом, мир и дружба — реж. Дмитрий Боголепов
3. Атомный ледокол «Ленин» — реж. Дмитрий Боголепов
4. Больше молока и масла — реж. Илья Свистунов
5. В Московском планетарии — реж. Нонна Агапова
6. Воздушные вездеходы — реж. Константин Бабашкин
7. Вьетнамские этюды — реж. Марианна Таврог
8. Дочь Малого театра — реж. Александр Разумный
9. Дрезденский гравюрный кабинет — реж. Марианна Таврог
10. Западноевропейское искусство — реж. Андрей Кустов
11. Искусство Греции и Рима — реж. Андрей Кустов
12. Их жизнь — подвиг — реж. Борис Эпштейн
13. Король бубен — реж. Борис Эпштейн
14. Лёгкая атлетика — реж. Арамазд Кондахчан
15. Объединённый институт ядерных исследований — реж. Дмитрий Антонов, Дмитрий Боголепов
16. Они будут играть на конкурсе — реж. Лидия Степанова
17. Повесть о пингвинах — реж. Александр Кочетков
18. Путь к здоровью — реж. Нонна Агапова
19. Рассказ о великом плане — реж. Соломон Левит-Гуревич
20. Рассказ о коврах — реж. С. Ершов
21. Редкие металлы — реж. Борис Альтшулер
22. Сержанты — реж. Павел Солуянов
23. Советское градостроительство — реж. Н. Никиткин
24. Страницы воинской славы — реж. Фёдор Блажевич, Юри Арнаудов
25. Станком управляют машины — реж. С. Ершов
26. Ту-114 — реж. М. Кривцун
27. Художник Андрей Рублёв — реж. Андрей Кустов
28. Художник Николай Рерих — реж. Яков Миримов
29. Чайковский — реж. Яков Миримов
30. Чудотворец из Бирюлёва — реж. Борис Эпштейн
31. Экспорт станков из СССР — реж. Фёдор Тяпкин
32. Я не могла сказать — реж. Ханан Шмаин

### 1959
1. Атомная выставка путешествует — реж. Дмитрий Боголепов
2. Атомный флагман — реж. Дмитрий Боголепов
3. Атомоход«Ленин» — реж. Дмитрий Боголепов
4. Атом для мира — реж. А. Каиров, Игорь Касаткин
5. Больше рыбы в стране — реж. Леонид Антонов
6. В чудесном саду — реж. Яков Миримов, Борис Гольденбланк
7. Верные сердца — реж. Борис Долин
8. Власть над веществом — реж. Вячеслав Сутеев
9. Двенадцать дней в Чехословакии — реж. Борис Головня, Андрей Вагин
10. За хребтом Верхоянским — реж. Андрей Вагин, Владимир Ковзель
11. Звероловы — реж. Глеб Нифонтов
12. Земля — Луна —  реж. Кирилл Домбровский
13. Контролёры-невидимки — реж. Дмитрий Антонов
14. Кукрыниксы — реж. Яков Толчан
15. Механизация лесосплава — реж. А. Ушаков
16. Мирный атом в Китае — реж. Дмитрий Боголепов
17. Мы уходим в субботу — реж. Марианна Таврог
18. На острове Барса-Кельмес — реж. Галина Ельницкая
19. Нельзя ли потише — реж. Нонна Агапова
20. Непарный шелкопряд — реж. Галина Ельницкая
21. Новые речные суда — реж. Фёдор Блажевич
22. Первые мили — реж. Дмитрий Боголепов
23. Пятнадцать дней в Женеве — реж. Дмитрий Боголепов
24. Рассказ о шёлковой нити — реж. Н. Никитин
25. Рассказы о семилетнем плане. На пути к изобилию — реж. Е. Ермаков
26. Рассказы о семилетнем плане. Электрификация СССР — реж. Соломон Левит-Гуревич
27. Речной великан — реж. Фёдор Блажевич
28. Русская народная игрушках — реж. Марианна Таврог
29. Секрет НСЕ — реж. Семён Райтбурт
30. Скульптор В. Ватагин — реж. Яков Миримов
31. Слава тебе комсомол! — реж. Андрей Кустов
32. Строители о всемирной выставке в Брюсселе — реж. Леон Аристакесов
33. Твёрдый характер — реж. Борис Альтшулер
34. Только для мира — реж. Дмитрий Боголепов
35. Увеличим производство гречихи — реж. Е. Ермаков
36. Цветы мира камней — реж. Давид Яшин
37. Я был спутником Солнца — реж. Виктор Моргенштерн при участии студии «Союзмультфильм»

### 1960
1. Автоматика и сельское хозяйство — реж. Леонид Антонов
2. Автоматы — техника семилетки — реж. Константин Бабашкин
3. Атомный ледокол штурмует льды — реж. Дмитрий Боголепов
4. Богатырь Арктики — реж. Дмитрий Боголепов
5. В садах и виноградниках Крыма — реж. Константин Бабашкин
6. В Чарской долине (из цикла «На суше и на море») — реж. Михаил Заплатин
7. Волшебный камень Аханрабо — реж. Владимир Томберг
8. Всеволод Пудовкин — реж. Андрей Кустов
9. Всесоюзная художественная фотовыставка «Семилетка в действии» — реж. Виктор Моргенштерн
10. Здесь работают автоматы — реж. Соломон Левит-Гуревич
11. Зелёный друг — реж. В. Астафьев
12. Изобретение инженера Новикова — реж. Валентина Попова
13. Кости дракона — реж. Николай Прозоровский
14. Лениниана скульптура Н. Андреева — реж. Яков Миримов
15. Литьё на поток — реж. Борис Эпштейн
16. Мастер политической сатиры — реж. Фёдор Тяпкин
17. Мозг и машина — реж. Семён Райтбурт
18. На ваш суд, товарищи — реж. Борис Эпштейн
19. На рубеже двух океанов — реж. Андрей Вагин
20. Наука служит людям — реж. Борис Ляховский
21. Необычная посылка — реж. Н. Никиткин
22. Несчастливое число — реж. Борис Эпштейн
23. Новая техника на уборке картофеля — реж. С. Ершов
24. Освоение космоса — реж. Кирилл Домбровский
25. Перед прыжком в космос — реж. Виктор Моргенштерн
26. Последнее подполье Ленина — Сергей Бартенев
27. Ребята и утята — реж. Юрий Закревский
28. Рукописи Ленина — реж. Фёдор Тяпкин
29. Русский художник — реж. Виктор Моргенштерн
30. Самуил Маршак — реж. Марианна Таврог
31. Соревнование передовых — реж. Николай Чуриков, И. Вейссе; совместно с ДЕФА, ГДР)
32. Судьба одной книги — реж. Галина Ельницкая
33. Хлеб семилетки — реж. Зиновий Фельдман
34. Художник и время — реж. Яков Миримов
35. Художник И. Левитан — реж. Виктор Моргенштерн
36. Художник Соколов-Скаля — реж. Андрей Кустов

## 1961—1970

### 1961
1. Беда — реж. С. Ершов
2. В Мещёре — реж. Галина Чубакова
3. Во имя человека — реж. Кирилл Домбровский
4. Голоса Вселенной — реж. Дмитрий Антонов
5. День на реке — реж. Семён Райтбурт
6. Дерсу Узала — реж. Агаси Бабаян
7. Древние соборы Кремля — реж. Александр Усольцев-Гарф
8. Зелёный патруль — реж. Глеб Нифонтов
9. Знамя партии — реж. Фёдор Тяпкин
10. Из архива очковтирателей — реж. Борис Эпштейн
11. Из глубины столетий — реж. Виктор Моргенштерн
12. Как гайка грузовик догоняла — реж. Валентина Попова
13. Комплексная бригада на строительной площадке — реж. Юрий Закревский
14. Крупнопанельное домостроение — реж. А. Крыжанский
15. Крыша над головой — реж. Марианна Таврог
16. Кукуруза на зерно — реж. В. Астафьев
17. Москва. Байкал — реж. Павел Солуянов
18. На магистрали Москва-Байкал — реж. Павел Солуянов
19. Наш театр — реж. Н. Никитин
20. Наши друзья — автоматы — реж. Соломон Левит-Гуревич
21. Нева — Днепр — реж. Константин Бабашкин
22. Непоправимая ошибка — реж. Юрий Закревский
23. Новое в градостроительстве — реж. Илья Свистунов
24. Оптические приборы — реж. Кирилл Домбровский
25. Первый рейс к звёздам — реж. Дмитрий Боголепов , Илья Копалин, Григорий Косенко
26. Радикулит — реж. Юрий Закревский
27. Рассказ оренбургского овцевода — реж. Павел Солуянов
28. Сейте отборными семенами — реж. В. Астафьев
29. Сержант Фетисов — реж. Александр Разумный
30. Сокровища Оружейной палаты — реж. Андрей Кустов
31. Строки Горького — реж. Фёдор Тяпкин
32. Художественное воспитание в советской школе — реж. С. Репников
33. Художник Сергей Герасимов — реж. Яков Миримов
34. Четыреста миллионов — реж. Борис Эпштейн
35. Чудесные сторожа — реж. Фёдор Блажевич
36. Шаги семилетки — реж. Виктор Моргенштерн
37. Янтарный берег (из серии «На суше и на море») — реж. Николай Прозоровский

### 1962
1. Балтика — Чёрное море — реж. Борис Головня, Андрей Вагин
2. Всё началось с велосипеда — реж. Борис Гольденбланк
3. Глазами современников — реж. Виктор Моргенштерн
4. Год 1812-й — реж. Фёдор Блажевич
5. Для здоровья человека — реж. Эдуард Эзов
6. Жила-была игла — реж. Валентина Попова
7. Загадка пятого постулата — реж. Марианна Таврог
8. Звёздные братья — реж. И. Гостев
9. Зову живых — реж. Фёдор Тяпкин
10. Кипр — реж. Борис Головня, Андрей Вагин
11. Космонавт два в США — реж. Дмитрий Боголепов
12. Мезень — река северная реж. Глеб Нифонтов
13. Москва, Кремль — реж. Виктор Моргенштерн
14. На рубежах семилетки — реж. Виктор Моргенштерн
15. Неоткрытая земля — реж. Н. Никиткин
16. Новое в обработке пропашных — реж. Михаил Архангельский
17. От Москвы до Ладоги — реж. Константин Бабашкин
18. Прометеи нового века — реж. Дмитрий Антонов
19. Рассказ о пустоте — реж. Соломон Левит-Гуревич
20. Сева лечит друга — реж. Борис Гольденбланк
21. Художник Дубинский — реж. Александр Разумный
22. Художник М. Нестеров — реж. Виктор Моргенштерн
23. Шедевры музея им. А. С. Пушкина — реж. Александр Разумный
24. Шифр Альфа-тета — реж. Виктор Архангельский

### 1963
1. Академическая гребля — реж. Вячеслав Сутеев
2. Альманах кинопутешествий № 1. Вышки среди песков — реж. Н. Никиткин
3. Борис Щукин — реж. Андрей Кустов
4. Бывает и так — реж. Нонна Агапова
5. В поисках невидимых друзей — реж. Юрий Закревский
6. Время молодых машин — реж. Соломон Левит-Гуревич
7. Добро пожаловать, Ю. Гагарин! — реж. Н. Денисов, Дмитрий Боголепов
8. Желанные гости — реж. Дмитрий Боголепов
9. Звёздный путь — реж. Дмитрий Боголепов
10. Зелёное кольцо — реж. Николай Прозоровский
11. Здесь учится каждый четвёртый — реж. Евгений Эратов
12. Как рыбка чуть не утонула — реж. Галина Ельницкая
13. Конвейер кондитерских изделий — реж. Андрей Кустов
14. Ленин. Последние страницы — реж. Фёдор Тяпкин
15. М. С. Щепкин — реж. Александр Разумный
16. Мамочка и два трутня — реж. Николай Экк
17. Окна настежь — реж. Галина Ельницкая
18. Первые космонавты в ГДР — реж. Арамазд Кондахчан
19. Перед лицом экрана
20. Профилактика заболеваний прудовых рыб — реж. Леонид Антонов
21. Развитие насекомых — реж. Виктор Асмус
22. Рассказ об электрохимии — реж. Борис Эпштейн
23. Репортаж с фронтов семилетки — реж. Виктор Моргенштерн
24. Серая звёздочка — реж. Галина Ельницкая
25. Слепая птица
26. Станиславский. Страницы великой жизни — реж. С. Козьминский, Яков Миримов, Виктор Моргенштерн
27. Стеклопластики — реж. Андрей Кустов
28. Термоядерные исследования в СССР — реж. Юрий Закревский
29. Техника лыжника-гонщика — реж. Вячеслав Сутеев
30. Три триллиона — реж. Соломон Левит-Гуревич
31. Удивительная сила — реж. Леонид Антонов
32. Художник Павел Корин — реж. Яков Миримов

### 1964
1. Атом приходит на помощь — реж. Константин Ровнин
2. Битва в Миорах — реж. Виктор Архангельский
3. Десятиборцы — реж. Вячеслав Сутеев
4. Дмитрий Кабалевский — реж. Борис Альтшулер
5. В горных лесах — реж. Н. Якубовский
6. Выставка «Новое в строительстве Москвы» — реж. Соломон Левит-Гуревич
7. Гостеприимное море — реж. Виктор Моргенштерн
8. Диагностика плазмы — реж. Соломон Левит-Гуревич
9. Жемчужина Подмосковья — реж. Павел Солуянов
10. Искусство фигуристов — реж. Вячеслав Сутеев
11. Каждый день — дорога — реж. Александр Косачёв
12. Композитор Арам Хачатурян — реж. Марианна Таврог
13. Краски Дионисия — реж. Яков Миримов
14. На берегах Оки — реж. Е. Ермаков
15. Они из одного отряда — реж. Виктор Асмус
16. Остров искусств — реж. Н. Никиткин
17. Отто Юльевич Шмидт
18. Педагогические раздумья — реж. Виктор Архангельский
19. По программе партии — реж. Николай Прозоровский
20. Разведчик науки и жизни — реж. Николай Прозоровский
21. Сын Кракатау — реж. Н. Никитин
22. Утро космической эры — реж. Кирилл Домбровский
23. Фаворский — реж. Фёдор Тяпкин
24. Химики — реж. В. Виноградов
25. Цель — жизнь — реж. Константин Ровнин
26. Что такое теория относительности? — реж. Семён Райтбурт

### 1965
1. Атом на новой работе — реж. Борис Эпштейн
2. Атомный счёт — реж. Борис Эпштейн
3. Валентин Серов — реж. Яков Миримов
4. В космосе «Восход» — реж. Дмитрий Антонов, Григорий Косенко
5. В мастерской художника — реж. Марианна Таврог
6. Грозные потоки — реж. Николай Прозоровский
7. Дары вулкана — реж. Н. Никитин
8. Зачарованные острова — реж. Александр Згуриди
9. Играет Леонид Коган — реж. Семён Райтбурт
10. Лучи будущего — реж. Дмитрий Антонов
11. Мир, к которому надо привыкнуть — реж. Владимир Капитановский
12. Мост («Горизонт» № 1) — реж. Фёдор Тяпкин
13. Мы не одни — реж. Виктор Архангельский
14. Плазма позирует — реж. Дмитрий Антонов
15. По реке Яне — реж. Андрей Вагин
16. Поговорим о надёжности — реж. Соломон Левит-Гуревич
17. Поэзия обыкновенного (Художник Юрий Пименов) — реж. Яков Миримов
18. Проект — реж. Константин Ровнин
19. Рыцарь Вася — реж. Борис Гольденбланк
20. Синтетика всюду — реж. Леон Аристакесов
21. Славный зверь — реж. Галина Ельницкая
22. Слово жизни — реж. Виктор Архангельский
23. Сражение с болью — реж. Юрий Закревский
24. Страницы большой дружбы — реж. Виктор Моргенштерн
25. У Сиверского озера — реж. Яков Миримов
26. Укрощение белой стихии — реж. Р. Мульвидсон
27. Человек и Атом — реж. Кирилл Домбровский

### 1966
1. Автомобиль, не мешай нам дышать — реж. Юрий Закревский
2. Болгария, одна Болгария — реж. Александр Косачёв
3. Болдинская осень. 1830 год — реж. Яков Миримов
4. Вахтангов — реж. Владимир Томберг, Серафим Козьминский
5. Вечный свет — реж. Виктор Моргенштерн
6. Карнавал животных — реж. Борис Гольденбланк
7. Любите ли вы камни? — реж. Виктор Моргенштерн
8. Месяц гусиных птенцов
9. Молодые исполнители — реж. Е. Зорин
10. Мы и Солнце — реж. Борис Ляховский
11. Небываемое бывает — реж. Константин Ровнин, В. Виноградов
12. Обсерватория солнечных зайчиков — реж. Виктор Архангельский
13. Павлиний глаз — реж. Галина Ельницкая
14. Полимеры ждут художника — реж. Леон Аристакесов
15. Последнее творение Рембрандта — реж. Яков Миримов
16. Про синицу — реж. Галина Ельницкая
17. Рассказы о королеве — реж. Арамазд Кондахчан
18. Руки — реж. Юрий Данилов
19. Самый крупный в мире ускоритель протонов — реж. Соломон Левит-Гуревич
20. Сахарный тростник убирают машины — реж. В. Астафьев
21. Сердце, отданное людям…
22. Синтетические кристаллы — реж. Борис Эпштейн
23. Сквозь время — реж. Марианна Таврог
24. Стройте на сваях — реж. А. Крыжанский
25. Судьба кедра — реж. А. Ушаков
26. Техническая кристаллография — реж. Борис Эпштейн
27. Третья встреча — реж. Агаси Бабаян
28. Удивительная история, похожая на сказку — реж. Борис Долин
29. Что же это такое — бионика? — реж. Юрий Закревский

### 1967
1. Борьба самбо — реж. Вячеслав Сутеев
2. Гибель Пушкина — реж. Фёдор Тяпкин
3. Горькая хроника — реж. Аркадий Цинеман
4. Декрет о земле — реж. Леонид Попов
5. Десять лет космической эры — реж. Николай Макаров
6. Дмитрий Шостакович
7. Загадки памяти — реж. Юрий Закревский
8. Защитникам Москвы посвящается — реж. Борис Гольденбланк
9. Как там, среди звёзд? — реж. Дмитрий Антонов
10. Каникулы в каменном веке — реж. Семён Райтбурт
11. Космическая стрела — реж. Кирилл Домбровский
12. Лицом к лицу с расизмом — реж. Пётр Зиновьев
13. Мексика рожденная в веках — реж. Дмитрий Гасюк, Борис Головня
14. Москва (10 минут над Москвой) — реж. Георгий Хольный
15. На плотах через Памир — реж. Андрей Вагин
16. Неуязвимые под лучами — реж. Дмитрий Антонов
17. Новое в производстве молочно-белковых продуктов — реж. Соломон Левит-Гуревич
18. Новое в хранении картофеля — реж. С. Ершов
19. НОТ — наш помощник — реж. Илья Свистунов
20. О самом человечном — реж. Сергей Юткевич, Люция Охрименко
21. Остров самоцветов — реж. Георгий Хольный
22. Политехнический музей  — реж. Соломон Шульман
23. Про квадраты и шары — реж. Галина Ельницкая
24. Рассказывает кинолента — реж. А. Левин
25. Рождение сказки — реж. Марианна Таврог
26. Семь советских песен — реж. Семён Райтбурт
27. Скульптор Екатерина Белашова — реж. Яков Миримов
28. Художник в театре — реж. Яков Миримов
29. Художник Петров-Водкин — реж. Яков Миримов
30. Чего не увидишь в природе — реж. В. Астафьев
31. Я тебе больше не тетя! — реж. Галина Ельницкая
32. Ямал — край земли — реж. Андрей Вагин

### 1968
1. Академик Скрябин — реж. Е. Ермаков
2. Владимир и Суздаль — реж. Галина Чубакова
3. В некотором царстве — реж. Марианна Таврог
4. В ночь на воскресенье — реж. Юрий Данилов
5. Время больших испытаний — реж. Виктор Моргенштерн
6. Дом на шоссе Энтузиастов — реж. Александр Разумный
7. К правде путь далёкий — реж. Юрий Закревский
8. Королева Адриатики — реж. Н. Никиткин
9. Куклы плачут и смеются — реж. Константин Ровнин
10. Куршская коса — реж. Марианна Таврог
11. Ледяная стража — реж. Н. Никиткин
12. Масштабы — реж. Виктор Архангельский
13. Мой Федотов — реж. Галина Ельницкая
14. На выставке декоративного искусства — реж. Борис Альтшулер
15. Необычайное приключение — реж. Марианна Таврог
16. Новгород — Феофан Грек — реж. Яков Миримов
17. О чём рассказывают картины — реж. Юрий Данилов
18. Остров на дороге — реж. Н. Никиткин
19. Перекрёсток открытий — реж. Борис Эпштейн
20. Поёт Иван Петров — реж. Михаил Кауфман
21. Проблема века — реж. Дмитрий Антонов
22. ПТО — 68 — реж. Семён Райтбурт
23. Скульптор Меркулов — реж. Андрей Кустов
24. Скульптор Сарра Лебедева — реж. Фёдор Тяпкин
25. Скульптор Янсон-Манизер — реж. Владимир Томберг
26. Слова и время — реж. Юрий Данилов
27. Сцепление рождённое пустотой — реж. Соломон Левит-Гуревич
28. Черты великого образа — реж. Александр Косачёв
29. Эйзенштейн. Мексика. 1931 год — реж. Яков Миримов
30. Я — Космос 12

### 1969
1. Автомобили высокой проходимости
2. Атом на службе здоровья — реж. Борис Эпштейн
3. Большой пасьянс — реж. Наталья Полонская
4. Буква и дух — реж. Алексей Гастев
5. В любой мороз — реж. Юрий Закревский
6. В эфире — «лиса» — реж. Александр Рацимор
7. Встречи с небом — реж. Юрий Данилов
8. Гордая пленница пустыни — реж. Борис Головня, Дмитрий Гасюк
9. Детство на Волге — реж. Константин Ровнин
10. Загадки роста — реж. Михаил Каростин
11. Король гор и другие — реж. Борис Долин
12. Март — апрель — реж. Виктор Моргенштерн
13. Маршал Советского Союза Г. К. Жуков рассказывает о битве под Москвой — реж. Василий Ордынский
14. Минута с Лениным — реж. М. Товарнов
15. Михаил Светлов — реж. Марианна Таврог
16. Море загадок — реж. Н. Никиткин
17. Наш девятый — реж. Борис Гольденбланк
18. Основные законы наследственности — реж. Марк Дитковский
19. Поёт Александр Пирогов — реж. Андрей Кустов
20. Путь командора
21. Репортаж из мира сокровищ — реж. Агаси Бабаян
22. Рождённые из пепла — реж. Яков Миримов
23. Сергей Прокофьев — Эмиль Гилельс — Галина Уланова — реж. Фёдор Тяпкин
24. Сибирские горизонты — реж. Анатолий Фирсов
25. Сказание о башне — реж. Д. Дёмин
26. Сколько нас? — реж. Леон Аристакесов
27. Тарутино 1812 год — реж. Евгений Эратов
28. Тюлени — реж. Нина Юрушкина
29. Франция, песня — реж. Юрий Альдохин
30. Художник и книга — реж. Яков Миримов
31. Чукоккала — реж. Марианна Таврог
32. Штурм Венеры — реж. Евгений Кузис
33. Эффект Кулешова — реж. Семён Райтбурт

### 1970
1. Атомный реактор на службе у химиков — реж. Борис Эпштейн
2. В музей пришёл отряд — реж. Борис Гольденбланк
3. Вне закона — реж. Дмитрий Федоровский
4. Внимание: Эль-тор — реж. Борис Эпштейн
5. Дети и война — реж. Борис Гольденбланк
6. Дни доктора Берёзова — реж. Виктор Архангельский
7. Жаров рассказывает… — реж. Владимир Томберг
8. Задумано Лениным — реж. Виктор Моргенштерн
9. Здравствуй, лунный камень!
10. Земля далёкой Согдианы — реж. Д. Дёмин
11. Как видят животные — реж. В. Алхимов
12. Как оживает камень — реж. Юрий Данилов
13. Ключи от хоккейных ворот
14. Ленин и Крупская — реж. Александр Косачёв
15. Морские котики — реж. Нина Юрушкина
16. Мы — куряне — реж. Борис Альтшулер, Григорий Чертов
17. На берегах Десны — реж. Пётр Зиновьев
18. Начинается с точки
19. Основные виды русского народного танца / Раздел третий — реж. Борис Альтшулер, Григорий Чертов
20. Открытие профессора Александрова — реж. Вячеслав Цукерман
21. Поэзия рабочего удара — реж. Вячеслав Цукерман
22. Рисунки Сойфертиса — реж. Марианна Таврог
23. Рыбка-мама — реж. Н. Никиткин
24. Скульптор А. Т. Матвеев — реж. Фёдор Тяпкин
25. Страницы истории завода
26. Хромосомная теория наследственности — реж. Марк Дитковский
27. Художественная гимнастика — реж. Виктор Моргенштерн
28. Художник Александр Иванов — реж. Андрей Кустов
29. Художник Владимир Маковский — реж. Яков Миримов
30. Художник Илья Репин — реж. Яков Толчан
31. Чёрная гора — реж. Александр Згуриди, М. Сатхью
32. Чувствуют ли растения? — реж. Е. Ермаков
33. Экипаж корабля «Союз-9»
34. Эксперимент №… — реж. Юрий Разумов
35. Этот правый, левый мир — реж. Семён Райтбурт
36. Этюды оптимизма — реж. Юрий Закревский

## 1971—1980

### 1971
1. Автомобиль завтра — реж. В. Чулков
2. Встреча с Ван Гогом — реж. Яков Миримов
3. Встреча с «Ромэн» — реж. Константин Ровнин
4. Десятая глава — реж. Марианна Таврог
5. Другу кинолюбителю — реж. Виктор Архангельский
6. Заповедные ритмы Севера — реж. Борис Альтшулер, Григорий Чертов
7. Иваново, второе рождение — реж. Евгений Эратов
8. Интересная профессия — реж. Григорий Чертов
9. Истоки жизни — реж. Н. Каростин
10. К планете загадок
11. Краски Цейлона — реж. Георгий Хольный
12. Крейцерова соната — реж. Андрей Вагин
13. Л. Ландау. Штрихи к портрету — реж. Борис Эпштейн
14. Монументы дружбы — реж. Георгий Хольный
15. Моя жизнь Россия — реж. Виктор Моргенштерн
16. На верном пути — реж. Леонид Антонов
17. На лося с лайками — реж. Борис Гольденбланк
18. На перелётах — реж. Борис Гольденбланк
19. Оборвавшийся вальс — реж. Яков Миримов
20. Охота на волка с флажками — реж. Борис Гольденбланк
21. Очевидное и невероятное — реж. Александр Косачёв, Святослав Прошин
22. Под лучами ускорителя — реж. Владимир Шифман
23. Пчёлы и растения — реж. Леонид Антонов
24. Рассказы об охоте — реж. Борис Гольденбланк
25. Рождение нового бетона — реж. Вячеслав Цукерман
26. Семь раз отмерь — реж. Александр Косачёв
27. Советская архитектура — реж. Андрей Вагин, Алексей Гастев
28. Солнце, жизнь и хлорофилл — реж. Марк Дитковский
29. Тетеревиный ток — реж. Борис Гольденбланк
30. Тропой бескорыстной любви — реж. Агаси Бабаян
31. Угрожает ли нам радиация — реж. Борис Эпштейн
32. Физика в половине десятого — реж. Семён Райтбурт
33. Цейлон — далёкий и близкий — реж. Георгий Хольный
34. Через 100 тоннелей к обезьянам (киноальманах «Звёздочка» № 10) — реж. Георгий Хольный

### 1972
1. Белый свет — реж. Виктор Архангельский
2. Биологи моделируют растения — реж. В. Астафьев
3. В союзе едином — реж. Евгений Эратов
4. Вода — реж. Н. Афанасьева
5. Всемирный форум охотников — реж. Борис Гольденбланк
6. Встреча с Ван Гогом — реж. Яков Миримов
7. Главное направление — реж. Владимир Шифман
8. Горизонты Гвинеи — реж. Георгий Хольный
9. Земли партизанской сыны — реж. Борис Альтшулер
10. История советского кино 1930—1934. Звуковое кино начиналось так… — реж. Людмила Болдырева
11. Квадратура круга — реж. В. Виноградов
12. К утренней звезде — реж. Дмитрий Родичев
13. Леонид Собинов — реж. Яков Миримов
14. Лунная трасса — реж. Евгений Кузис
15. Лунные базы
16. Маршал Чуйков — реж. Александр Косачёв
17. Математик и чёрт — реж. Семён Райтбурт
18. Мир танца — реж. Юрий Альдохин
19. Мы отвечаем за будущее — реж. Пётр Зиновьев
20. Ночь на размышление — реж. Вячеслав Цукерман
21. Один тамм — реж. Марианна Таврог
22. Отчизна — реж. Владимир Капитановский, Святослав Прошин, Ф. Фролов
23. Пантелеймон Кондратьевич Пономаренко — реж. Виктор Моргенштерн
24. Первое знакомство — реж. Борис Альтшулер
25. По реке Белой (серия «10 мин. по СССР») — реж. Юрий Закревский
26. Причалы КамАЗа — реж. Александр Кочетков
27. Рождено техническим прогрессом — реж. Борис Эпштейн
28. Хорошо ли вы слышите — реж. Владимир Шифман
29. Цветы мира — реж. Е. Ермаков
30. Эсфирь Шуб крупным планом — реж. Олег Бабашкин

### 1973
1. Айболит в зоопарке — реж. Юрий Данилов
2. Борис Бабочкин — реж. Яков Миримов
3. В балетной школе — реж. Фёдор Тяпкин
4. Дикая жизнь Гондваны — реж. Александр Згуриди
5. Его нескончаемые бои — реж. Юрий Закревский
6. Если хочешь быть здоров — реж. Виктор Моргенштерн
7. Квадратура круга
8. Кому он нужен, этот Васька?
9. Конец чёрной акулы — реж. Юрий Данилов
10. Космос — человеку
11. Лунный след — реж. Дмитрий Родичев
12. Наследственность и среда. Модификации — реж. Марк Дитковский
13. Особняк на Бахрушина — реж. Фёдор Тяпкин
14. От Коперника до «Коперника» — реж. Дмитрий Антонов
15. Прожитое незабываемое — реж. Виктор Моргенштерн
16. Реюньон — остров креолов — реж. Георгий Хольный
17. Рождено революцией — реж. Яков Миримов
18. Спать пора — реж. Н. Никиткин
19. Театр имени Маяковского — реж. Владимир Томберг
20. Тренер — реж. Константин Ровнин
21. Учёные ищут разум — реж. Борис Ляховский
22. Хроника монокристалла — реж. Соломон Левит-Гуревич
23. Эстафета (Всесоюзный физкультурно-спортивный альманах №4) — реж. Е. Зорин

### 1974
1. Берегите кислород — реж. Леонид Антонов
2. Буровые механизмы для Луны
3. Ваше решение? — реж. Николай Руднев
4. Весна в Средней Азии — реж. Евгений Эратов
5. Ветер… вода… почва — реж. Н. Филиппова
6. Вечно молодой — реж. Виктор Моргенштерн
7. Город за облаками — реж. Владимир Капитановский
8. Граница у ворот Москвы — реж. Виктор Ман
9. День в Сингапуре — реж. Дмитрий Гасюк, Борис Головня
10. Золотое кольцо — реж. Фёдор Тяпкин
11. Комплекс «Вороново» — реж. В. Астафьев
12. Маленькие чудеса большой природы — реж. Александр Згуриди
13. Наука и производство — реж. Святослав Прошин
14. Огонь — друг и враг — реж. Виктор Архангельский
15. От АМО (Автомобильное машиностроительное объединение) до Камаза — реж. Кирилл Домбровский
16. Открытие начинается — реж. Александр Буримский
17. Очей очарованье — реж. Яков Миримов
18. Поднять якоря — реж. Борис Эпштейн
19. Поющие дирижёры. Часть первая: «Хоровой класс» — реж. Леонид Купершмидт
20. Пять барьеров — реж. Константин Ровнин
21. Рассказы о Бурятии — реж. Юрий Закревский
22. Русский народный театр. Часть первая. Обрядовые игры — реж. Леонид Купершмидт
23. Урок астрономии — реж. Семён Райтбурт
24. Филиппины — реж. Борис Головня, Дмитрий Гасюк
25. Хлеб для всей планеты — реж. Пётр Зиновьев
26. Чацкий — это я! — реж. Константин Ровнин
27. Экзотика и будни Малайзии — реж. Борис Головня, Дмитрий Гасюк
28. Эскадра к Марсу — реж. Дмитрий Родичев

### 1975
1. 9 писем одного года — реж. Семён Райтбурт
2. Автоматы в космосе — реж. Кирилл Домбровский
3. Академик медицины Тараев — реж. Г. Авсарагова
4. Альтернатива — реж. Борис Загряжский
5. Анастас Иванович Микоян — реж. Александр Косачёв
6. Антарктида — белый магнит — реж. Г. Разумов
7. Ариабата — первый индийский искусственный спутник Земли — реж. Дмитрий Боголепов, И. Матейчук
8. Битва за жизнь — реж. Виктор Архангельский
9. Взгляд из космоса — реж. Кирилл Домбровский
10. Генерал Карбышев — реж. Юрий Данилов
11. Григорий Александров и Любовь Орлова — реж. Михаил Каростин
12. Девять писем одного года — реж. Семён Райтбурт
13. Дёшево и сердито — реж. Дмитрий Федоровский
14. Дорогами солдата — реж. Виктор Моргенштерн
15. Как быть красивой (выпуск второй) — реж. Е. Таравкова
16. К берегам далекой Океании — реж. В. Рыклин
17. Когда молчат и песни, и преданья (фильм 1 из цикла «Древнерусская архитектура») — реж. Альберт Гендельштейн, Владимир Двинский
18. К старту готовы — реж. Николай Макаров
19. Маленькие зверюшки Антони ван Левенгука — реж. Евгений Осташенко
20. На 4-м курсе школы-студии МХАТ / 1 раздел — реж. Борис Альтшулер
21. На 4-м курсе школы-студии МХАТ / 2 раздел — реж. Борис Альтшулер
22. Первенцы свободы — реж. Вячеслав Лопатин
23. Поступь грядущего
24. Председатель защитил диссертацию — реж. Е. Ермаков
25. Путь к изобилию — реж. Борис Эпштейн
26. Рикки-Тикки-Тави — реж. Александр Згуриди, Нана Клдиашвили
27. Рукопожатие в космосе. «Союз – Аполлон» — реж. Николай Макаров
28. Совет бригады — реж. Аркадий Шульман
29. Состояние невесомости — реж. Л. Цветкова
30. Судьба диких животных (Охрана природы в СССР и ЧССР) — реж. Борис Гольденбланк
31. Сфинксы на Неве — реж. Георгий Хольный
32. Эксперимент «Аракс» — реж. Дмитрий Антонов
33. Я — Севастополь — реж. Борис Головня, Дмитрий Гасюк

### 1976
1. 19 космических лет
2. Академик Сергей Павлович Королёв — реж. Михаил Каростин
3. Алгебра бережливости — реж. Анатолий Фирсов
4. Алгоритм урожая — реж. Елена Саканян
5. Бионика — архитектура — реж. Фёдор Тяпкин
6. В боевой готовности — реж. Д. Федоровский
7. Воспоминание о Шостаковиче — реж. Борис Гольденбланк
8. Девятнадцать космических лет — реж. Николай Макаров
9. Джек Лондон — реж. Велли Маринова
10. Днём и ночью в небе — реж. Александр Косачёв
11. Дрессировщики. Фильм 1. Побег — реж. А. Беленький
12. Дрессировщики. Фильм 3. Возвращение — реж. А. Беленький
13. Дрессировщики. Фильм 4. Скачки — реж. Нана Клдиашвили
14. Загорск — реж. Виктор Архангельский
15. За лунным камнем  — реж. Дмитрий Антонов
16. Кем стать? — реж. Борис Эпштейн
17. Командировка на орбиту — реж. Дмитрий Родичев, Владимир Капитановский
18. Ленин. Последнее подполье — реж. Аркадий Цинеман
19. На 2-м курсе школы-студии МХАТ — реж. Борис Альтшулер
20. Наш атомный век — реж. Дмитрий Боголепов
21. Оптимальный вариант — реж. Борис Эпштейн
22. Повесть о коммунисте — реж. Игорь Бессарабов, Александр Кочетков
23. Приключение Нуки — реж. Владимир Иванов
24. Резонанс напряжений и резонанс токов — реж. Лев Чернявский
25. Русский народный театр. Часть вторая — реж. Леонид Купершмидт
26. Русский народный театр. Часть третья. Народная драма. Опыт реконструкции — реж. Леонид Купершмидт
27. Сильноточные ускорители — реж. Александр Рацимор
28. Сколько у меня воды? — реж. Владимир Шифман
29. Таиланд, сезон дождей — реж. Борис Головня, Дмитрий Гасюк
30. Эти коварные эльформы — реж. Юрий Закревский

### 1977
1. Афганистан, километры и века — реж. Георгий Хольный
2. Битва за воду — реж. Борис Гольденбланк
3. Вечный поиск — реж. А. Беленький
4. Голос далёких миров — реж. Дмитрий Антонов
5. Грибы — дереворазрушители — реж. Леонид Купершмидт
6. Дорога в мир профессий — реж. Юрий Данилов
7. Железнодорожный транспорт — 77 — реж. С. Гельман
8. К вершине планеты — реж. Галина Чубакова
9. Крепость «Орешек»
10. Кто за стеной? — реж. Марианна Таврог, О. Бабушкин, Семён Райтбурт
11. Лазеры — реж. Владимир Шифман
12. На берегу пустыни — реж. Евгений Эратов
13. На первом курсе школы-студии МХАТ — реж. Борис Альтшулер
14. Огненная спираль
15. Океан электричества — реж. Георгий Хольный
16. Приёмные экзамены в школу-студию МХАТ — реж. Борис Альтшулер
17. Прилетели сказы с края света — реж. А. Миронов
18. Селекция пчёл — реж. Леонид Антонов
19. Семёнов Тянь-Шанский — реж. Кирилл Домбровский
20. Создается КАТЭК — реж. Юрий Данилов
21. Страницы каменной летописи — реж. Виктор Моргенштерн
22. Шишень отца — реж. Яков Миримов
23. Явление радиоактивности — реж. Владимир Кобрин

### 1978
1. 30 миллионов градусов в тени — реж. Дмитрий Антонов
2. Ангарский каскад — реж. Юрий Закревский
3. Аристотель из Болоньи — реж. Яков Миримов
4. Где берёт разбег Енисей — реж. Борис Гольденбланк
5. Гипотеза о космической колыбели — реж. Святослав Валов
6. Горячая Арктика — реж. Галина Чубакова
7. Дом в Лаврушинском — реж. Н. Никиткин
8. Кунашир — остров вулканов — реж. Агаси Бабаян
9. Ледовый архипелаг — реж. Дмитрий Гасюк, Борис Головня
10. На первом курсе школы-студии МХАТ / 2-й раздел — реж. Борис Альтшулер
11. Ночная гостья — реж. Г. Ельницкая
12. …Плюс электрификация — реж. В. Алхимов
13. Пойми язык прошлого — реж. Фёдор Тяпкин
14. Проект «Визит» — реж. Владимир Иванов
15. Ранний рассвет — реж. А. Цинеман
16. Рапана — реж. Н. Никиткин
17. Рассуждение о штампе — реж. Юрий Меньшиков
18. Северные плёсы — реж. Евгений Эратов
19. Секрет исцеляющих игл — реж. Велли Маринова
20. Сибирское притяжение — реж. Марк Дитковский
21. Совместными усилиями — реж. Николай Соломенцев
22. У Беломорья — реж. А. Миронов
23. Фернан Леже и его время — реж. Яков Миримов, Жорж Бокье
24. Шестой Международный конкурс П. И. Чайковского — реж. Александр Косачёв

### 1979
1. Беседы о музыке. Балет — реж. Н. Афанасьева
2. В рамках СЭВ — реж. Владимир Томберг
3. Владимир Шнейдеров
4. Внимание, коррозия — реж. Георгий Хольный
5. Вологодские встречи — реж. Леонид Попов
6. Время жизни — реж. Семён Райтбурт
7. В ритмах века — реж. Григорий Чертов
8. Геометрические фантазии — реж. Святослав Валов
9. Дрессировщики. Фильм 6 «Новый аттракцион»
10. Земные корни божественного — реж. Галина Иванова
11. Живое пространство — реж. Фёдор Тяпкин
12. Задание академика Королёва — реж. Марк Дитковский
13. Зачем бабируссе клыки? — реж. Александр Згуриди, Нана Клдиашвили
14. Космос дальних дорог — реж. Владимир Сивков
15. Кукрыниксы — реж. Марианна Таврог
16. На полюс! — реж. Борис Гольденбланк
17. Наш Атоммаш — реж. Юрий Данилов
18. Ночная гостья
19. Олимпийский огонь — реж. А. Кислов
20. Оникс — камень подземных дворцов — реж. Александр Косачёв
21. Опыт Джоуля и Томсона — реж. Александр Марутян
22. Орбитальная станция Салют—6 — реж. Н. Макаров
23. Отдать в борьбе самого себя — реж. Александр Кочетков
24. По залам Государственной Третьяковской галереи — реж. Н. Никиткин
25. Проект «Визит» — реж. Владимир Иванов
26. Рейс к огнедышащей планете — реж. В. Буданов, Святослав Прошин
27. Тайны белого треугольника — реж. Николай Соломенцев
28. Художник сказочных чудес — реж. Марианна Таврог
29. Художник Фёдор Решетников — реж. Галина Иванова
30. Через большой порог — реж. Юрий Закревский

### 1980
1. Автоматизация. Проблемы и надежды — реж. Святослав Валов
2. Братец кролик и его друзья — реж. Е. Таравкова (завершён в 1985)
3. В гостях у природы
4. В мире танца — реж. Аркадий Цинеман
5. Вспоминая Менделеева — реж. Александр Косачёв
6. Гжельский фарфор — реж. В. Мишин
7. Звёзды Советского спорта — реж. Дмитрий Гасюк, Борис Головня
8. Згуридиада — 80
9. Индигирские сказы
10. И счастья в личной жизни — реж. Владимир Рытченков
11. К загадке сознания — реж. Наталья Полонская
12. Космос служит человеку
13. Королева риска — реж. Григорий Чертов
14. Миллиард лет и один час — реж. Семён Райтбурт
15. Многоликая среда обитания
16. Молодые художники — реж. Марианна Таврог
17. Над Таймыром солнце — реж. Юрий Закревский
18. Неземная хроника — реж. Дмитрий Антонов
19. Основные виды русского народного танца. Раздел 4-й — реж. Владимир Томберг
20. Покорители Вселенной — реж. Николай Макаров
21. Посадка самолётов по минимуму II категории
22. Посмотрите на звёзды — реж. Юрий Данилов
23. Потаённый мир почвы — реж. Евгений Покровский
24. Приморье — по следам первопроходцев — реж. Евгений Эратов
25. Проект «Визит» — реж. Владимир Иванов
26. Роли исполняют — реж. Е. Таравкова
27. Русский град — реж. Фёдор Тяпкин
28. Семь раз отмерь — реж. Владимир Эрвайс
29. Серая шейка — реж. Валентина Попова
30. Солдаты народа, солдаты мира — реж. Александр Кочетков
31. Средства оптимизации антропогенных воздействий
32. Стройка из графика не выйдет — реж. Юрий Данилов
33. Управление качеством окружающей среды
34. Физические основы акустики — реж. И. Кантор
35. Хлеб и песня — реж. Нина Спиноглазова
36. Цветы для Штукенброка — реж. Георгий Хольный

## 1981—1990

### 1981
1. 20 лет пилотируемых полётов в СССР
2. Аборигены Антарктиды — реж. Александр Згуриди
3. Алкоголизм — этаноловая наркомания — реж. В. Рыклин
4. Архитектура России 19 века — реж. Григорий Чертов
5. Бороться и искать — реж. Борис Гольденбланк
6. Братец кролик и его друзья — реж. Е. Таравкова
7. Великие имена России: К. С. Станиславский — реж. Александр Косачёв
8. Всё живое
9. Генетика и мы
10. Гребля на байдарках и каноэ. Олимпиада—80 — реж. Е. Зорин
11. День академика Прохорова — реж. А. Герасимов
12. Дорога на космодром — реж. Николай Макаров
13. Единственный выход — реж. Виктор Ман
14. Зайдём к Смирдину — реж. Юрий Закревский; (совместно с ЧССР)
15. Защита без нападения — реж. Георгий Хольный
16. Кого беречь?
17. Краски Шикотана — реж. Велли Маринова
18. Красная площадь — реж. Александр Рацимор
19. Кто разбудит аксолотля — реж. Елена Саканян
20. Лёгкая атлетика. Бег. Олимпиада—80 — реж. Виктор Ман
21. Лестница чувств — реж. Семён Райтбурт
22. Летописец Сибири — реж. Галина Иванова
23. Мишка, Малыш и другие — реж. Агаси Бабаян, Николай Соловцов
24. На Иртышском меридиане — реж. Юрий Закревский
25. Неуловимое излучение — реж. Святослав Валов
26. Проект «Визит» — реж. Владимир Иванов
27. Путешествия в точность — реж. Марк Дитковский
28. Ранний эмбриогенез человека — реж. М. Отто
29. Синяя птица — реж. Н. Никиткин
30. Слово о театре. Мои любимые спектакли — реж. Константин Ровнин
31. Современное пятиборье. Олимпиада-80 — реж. Константин Ровнин
32. Страницы большой жизни — реж. Галина Иванова
33. Ту-154М
34. Фонокардиография
35. Художественная роспись — реж. Леонид Купершмидт
36. Шостакович — композитор и время — реж. Борис Гольденбланк
37. Эхо прошедшей войны — реж. Александр Кочетков

### 1982
1. Автомобиль «КАМАЗ». Раздел 2 — реж. В. Мишин
2. Автомобиль «КАМАЗ». Раздел 3 — реж. В. Мишин
3. Братец кролик и его друзья — реж. Е. Таравкова
4. Взять всю науку — реж. Святослав Валов
5. В кривом зеркале — реж. Семён Райтбурт
6. В поисках идеала прекрасного человека — реж. Вячеслав Лопатин
7. Грань мужества — реж. Аркадий Зенякин
8. Граф и мужик — реж. Т. Гутман
9. Дорога к звёздам открыта
10. Защита населения — реж. М. Цыганов
11. Звёздная палитра — реж. Леонид Шварц
12. И забытый патиссон — реж. А. Торгало
13. Как избежать аварии — реж. Александр Ульянов
14. Комбайны «Дон» — реж. Григорий Чертов
15. Контактная сеть электрифицированных железных дорог — реж. Дмитрий Родичев
16. Кремль — реж. Велли Маринова
17. Крепыш — реж. Александр Згуриди, Нана Клдиашвили
18. Леонид Леонов — реж. Н. Афанасьева
19. На пороге открытия? — реж. Елена Саканян
20. Наука и безопасность движения
21. Не останавливая мгновение — реж. Марк Дитковский
22. Никогда не говори никогда
23. О людях и атомах — реж. Борис Загряжский
24. Основы защиты населения — реж. М. Цыганов
25. Первая весна — реж. Николай Соловцов
26. По образу и подобию — реж. Фёдор Тяпкин
27. Предмет и задачи биофизики
28. Проект «Визит» — реж. Владимир Иванов
29. Профилактика эхинококкоза человека — реж. М. Марьямов
30. Рабочий атом — реж. Георгий Хольный
31. Самый северный маршрут — реж. Борис Гольденбланк
32. Скульптор Орехов — реж. Александр Косачёв
33. Факты, проверенные жизнью — реж. Александр Рацимор
34. Центр плодородия — реж. Георгий Мельник
35. Я сошью вам платье

### 1983
1. Академик И. Г. Петровский — реж. Владимир Томберг
2. Братец кролик и его друзья — реж. Е. Таравкова
3. В Пушкинской Москве. Цикл «История Москвы» — реж. Фёдор Тяпкин
4. Волочение труб. Раздел 3 — реж. Ибрагимов
5. Друкарь Иван Москвитин — реж. Юрий Закревский
6. Евгений Вахтангов
7. Заправьте углём «Жигули» — реж. Ю. Меньшиков
8. Кинокурс «Автомобиль „КАМАЗ“. Раздел 1. Устройство двигателя» — реж. Л. Никулин
9. Московский родник — реж. Борис Гольденбланк
10. Московский университет — реж. Александр Буримский
11. Над чем работают генетики — реж. Ольга Нифонтова
12. Под охраной государства. Цикл «История Москвы» — реж. Неля Гульчук
13. Природы вещей изменения… — реж. Святослав Валов
14. Проект «Визит» — реж. Владимир Иванов
15. Путешествие по Москве-реке — реж. Юрий Закревский
16. Сельскохозяйственной технике — антикоррозийную защиту — реж. Георгий Мельник
17. Старые мастера — реж. Марианна Таврог
18. Тормозная система автомобиля ЗИЛ-130 — реж. В. Селицкий
19. Транспорт – черты будущего — реж. Марк Дитковский
20. Ту-154М
21. Шестая часть света — реж. Д. Мамедов

### 1984
1. Андрей Тимофеевич Болотов. Письма из XVIII века — реж. Юрий Закревский
2. Архитектурное ожерелье Москвы — реж. Е. Аккуратова
3. Атоммаш — дорога в XXI век — реж. Юрий Меньшиков
4. Бог в России — реж. А. Пелешян, Р. Цурцумия
5. Братец кролик и его друзья — реж. Е. Таравкова
6. «Вега» летит в прошлое — реж. Владимир Иванов
7. Великие имена России: М. Ю. Лермонтов — реж. Александр Косачёв
8. Великий образ — реж. Константин Ровнин
9. Вода священная — реж. Галина Иванова
10. Гипотеза — реж. Святослав Валов
11. Династия Дуровых — реж. Н. Никиткин
12. Зачем мы изучаем нашу землю? — реж. М. Гнесин
13. Земное продолжение полёта — реж. Владимир Сивков
14. Искусственная кровь. Биофизический подход к проблеме — реж. Евгений Покровский
15. Константин Паустовский. Наедине с осенью — реж. Н. Якубовский
16. Метрология в здравоохранении — реж. Людмила Болдырева
17. Мечта Анатолия Уфимцева — реж. Евгений Осташенко
18. Металлургическое оборудование
19. Обжиг окатышей — реж. Марк Дитковский
20. Продление срока службы фильмокопий — реж. Владимир Томберг
21. Репродукция вирусов и противовирусный иммунитет — реж. К. Нациевский
22. Проект «Визит» — реж. Владимир Иванов
23. Сервис советской техники
24. Спутники, корабли, станции — реж. Виктор Ман
25. Ту-154М
26. Устройство и работа воздухораспределителей — реж. Дмитрий Родичев
27. Человек выше гор — реж. Д. Мамедов
28. Эволюция двойных звёзд — реж. Неля Гульчук
29. Ювелирные промыслы. Из цикла «Народные художественные промыслы СССР» — реж. Леонид Купершмидт

### 1985
1. Автоматизированный комплекс для выявления глаукомы — реж. Александр Ульянов
2. Автоматы приходят в клиническую биохимию — реж. Фёдор Тяпкин
3. Анемия у детей — реж. М. Гнесин
4. Биологическая защита овощей в теплице — реж. Николай Соловцов
5. Братец кролик и его друзья — реж. Е. Таравкова  (начат в 1980)
6. В пределах возможного — реж. Александр Косачёв
7. Горение — реж. Владимир Томберг
8. Девочка на фотографии — реж. Галина Иванова
9. Действия экипажа самолёта ТУ — 154 при отказах двигателей — реж. Виктор Юрловский
10. Долина — реж. Борис Гольденбланк
11. Дорога впадает в горизонт
12. Живое в неживом
13. Жизнь для книги (И. Д. Сытин) — реж. Юрий Закревский
14. Земля — наш общий дом — реж. Евгений Эратов
15. Золотое слово древней Руси — реж. Фёдор Тяпкин
16. Использование аттрактантных ловушек для защиты растений — реж. А. Торгало
17. Как сберечь книгу — реж. И. Кантор
18. Культур-технические работы — реж. Н. Белов
19. Любимец публики — реж. Александр Згуриди, Нана Клдиашвили
20. Магнит для карбюратора
21. Механическое оборудование трамвайных вагонов — реж. Н. Белов
22. Михаил Ромм. Исповедь режиссёра — реж. Аркадий Цинеман
23. Нужна победа — реж. Олег Бабашкин
24. Обсерватория «Астрон»
25. Охрана окружающей среды города — реж. Людмила Болдырева
26. Песни села Катарач — реж. Галина Иванова
27. Пресс — автомат — реж. Леонид Купершмидт
28. Производство муравьиной кислоты — реж. В. Сергеев
29. «Салют-7» служит людям — реж. Дмитрий Антонов
30. Склад для электронов — реж. Марк Дитковский
31. Стандарт – эффективность – качество — реж. Владимир Томберг
32. Ступень к истине — реж. Святослав Валов
33. Тормозная система. Раздел 3. Автомобиль КАМАЗ — реж. В. Селицкий
34. Трактороэкспорт на мировом рынке — реж. Марат Рафиков
35. Хождения Ерофея Хабарова — реж. В. Берман
36. Что ты есть, земная твердь — реж. Каринэ Диланян
37. Элементы художественной отделки мебели — реж. Леонид Купершмидт
38. Этюд об укрощённом луче — реж. Святослав Валов

### 1986
1. Атака с фланга — реж. Юрий Меньшиков
2. Атомщики (из цикла Рассказы из истории советской науки) — реж. В. Мотыченков
3. Близорукость у детей и ее профилактика — реж. Л. Никулин
4. Борок. Николаю Морозову… — реж. Галина Иванова
5. Ваш ход, АЭС! — реж. Святослав Валов
6. «Вега» сообщает — реж. Владимир Иванов
7. Возделывание овощей в открытом грунте — реж. Ю. Бриккер
8. Дети Галактики — реж. Андрей Герасимов
9. Дорога за горизонт — реж. Олег Бабушкин
10. Желдортранс — 86 — реж. Л. Островский
11. Живая клетка — реж. К. Нациевский
12. За солнцем вслед — реж. Каринэ Диланян
13. История древнего символа — реж. Галина Иванова
14. Комбайны «Дон»
15. Королёв. Фильм 1 — реж. Николай Макаров
16. Королёв. Фильм 2 — реж. Николай Макаров
17. Красители из СССР — реж. Марк Дитковский
18. Оборудование для техобслуживания машин — реж. В. Фомичёв
19. Объединённый институт ядерных исследований — реж. Георгий Хольный
20. Опыт технического обслуживания экскаватора ЭО-3323 — реж. Юрий Сенчуков
21. Первоначальные сведения об ЭВМ — реж. Л. Никулин
22. Первый нарком — реж. Борис Гольденбланк
23. Применение микропроцессоров в медицинской аппаратуре — реж. Валерий Родивилин
24. Пусть не седеют клевера — реж. Ольга Нифонтова
25. Репетиция оркестра — реж. Семён Райтбурт
26. С компьютером за партой — реж. Александр Косачёв
27. «Салют-7» — «Мир»: (экспедиция на две станции) — реж. Олег Бабашкин
28. Свет ваших окон — реж. Ольга Нифонтова
29. Синтез многозональных изображений — реж. В. Буданов
30. Совесть науки. Этюд о К. А. Тимирязеве — реж. Юрий Закревский
31. Тайна для миллионов глаз. Прощание — реж. Александр Косачёв
32. Тепловозы из СССР — реж. Анатолий Фирсов
33. Товарищ Красин уполномочен — реж. Борис Гольденбланк
34. Трансмиссия автомобиля ЗИЛ-130 — реж. В. Селицкий
35. Третий звонок — реж. Владимир Шифман
36. Уметь донести людям — реж. Галина Иванова
37. Цейт — лупа или увеличительное стекло времени
38. Частный случай из жизни… плазмы — реж. Ю. Тищенко
39. Человек остаётся на Земле — реж. Л. Цветкова
40. Я не умею равнодушно жить — реж. Галина Ельницкая

### 1987
1. АВТОЗАЗ — реж. Марат Рафиков
2. Автомобиль — век второй — реж. Александр Ульянов
3. Автомобиль «КАМАЗ». Раздел 4 — реж. Л. Никулин
4. Амбулаторные стоматологические операции — реж. Ю. Бриккер
5. Аппендэктомия под контролем лапароскопии — реж. Н. Спиглазова
6. Архимедов рычаг перестройки — реж. Галина Иванова
7. Архитектура — реж. М. Марьямов
8. Балетмейстер Юрий Григорович — реж. Юрий Альдохин
9. Бытовые кондиционеры — реж. Леонид Купершмидт
10. В дебрях, где реки бегут — реж. Александр Згуриди, Нана Клдиашвили
11. Влияние обледенения на характеристики самолета ИЛ-86 — реж. Виктор Юрловский
12. Возведение кирпичных зданий — реж. Г. Ершов
13. Возвращение — реж. Р. Воронов
14. Все флаги в гости к нам — реж. Л. Островский
15. Два лика Вселенной — реж. Святослав Валов
16. Два лика иконы — реж. Галина Иванова
17. Деревня художников — реж. Ю. Данилов
18. Десять лет спустя — реж. Григорий Чертов
19. Диагностика и лечения опухолей опорно-двигательного аппарата — реж. Юрий Меньшиков
20. Душа поэта — реж. Юрий Закревский
21. Зачем мы изучаем нашу Землю — реж. М. Гнесин
22. Земля твоя и моя — реж. Н. Якубовский
23. Знахарь, лекарь, врач… — реж. Велли Маринова
24. Зов глубины — реж. Владимир Рытченков
25. Золотые узоры хохломы — реж. Владимир Шифман
26. Имена на карте. В Камчатку… — реж. Борис Гольденбланк
27. Комбайны из Ростова
28. Машины для кормопроизводства — реж. Григорий Илугдин
29. Марк Шагал — художник из России — реж. Марианна Таврог
30. Между прошлым и будущим — реж. Константин Ровнин
31. Новички в мире машин — реж. Юрий Меньшиков
32. Новые технологические процессы прокатки — реж. В. Сергеев
33. Опыт совершенствования погрузки–выгрузки — реж. Н. Якубовский
34. Открывая тайны микромира
35. Повесть о славянских письменах — реж. Ольга Нифонтова
36. По древнему эскимосскому пути — реж. В. Крючкин
37. По Золотому кольцу России — реж. В. Торопов
38. Почти без химии — реж. Н. Агапов
39. Правила плавания по внутренним водным путям — реж. Виктор Юрловский
40. Путешествие по Московскому Кремлю — реж. Фёдор Тяпкин
41. Пчелиные истории — реж. Н. Никиткин
42. Пьянство — дело не личное — реж. Александр Рацимор
43. Рассказы из истории советской науки. Фильм первый. «Мечтатели». (из цикла «Люди науки») — реж. Александр Буримский
44. Ремонт автотракторных двигателей — реж. Н. Белов
45. Родословная русской кухни — реж. Юрий Закревский
46. Самообследование молочных желёз
47. Тайна для миллионов глаз. В травяных джунглях — реж. Александр Косачёв
48. Тайна для миллионов глаз. Колыбель стрекозы — реж. Александр Косачёв
49. Тайна для миллионов глаз. Первое знакомство — реж. Александр Косачёв
50. Точка прикосновения — реж. Святослав Валов
51. Транзисторы и их применение — реж. В. Чурилкин
52. Транспорт веществ через биологические мембраны — реж. Владимир Кобрин
53. Турпоход на выживание — реж. Каринэ Диланян
54. Универсальный фронтальный погрузчик ТО-18А
55. Ургентные неврологические синдромы. Фильм 1 — реж. Леонид Купершмидт
56. Чеховы — реж. Семён Райтбурт

### 1988
1. А вы проверялись на СПИД? — реж. Владимир Рытченков
2. Автотранзит через СССР — реж. Агапов
3. Аэрофлот — курсом научно-технического прогресса — реж. Е. Аккуратова
4. Бег к нулю — реж. Святослав Валов
5. Биопотенциалы — реж. Владимир Кобрин
6. В кратчайшие сроки — реж. Дмитрий Родичев
7. Вначале было слово — реж. Галина Иванова
8. Влияние обледенения на лётные характеристики самолёта ТУ — 154 Б — реж. Виктор Юрловский
9. Возделывание овощей в защищенном грунте — реж. Н. Спиглазова
10. Даша Севастопольская — кто она? — реж. Владимир Томберг
11. Звёздные войны — реж. П. Мостовой
12. Знакомьтесь, Алеко! — реж. Марк Дитковский
13. Индустриальные конструкции для усадебного домостроения — реж. Б. Ломновский
14. Казимир Малевич — реж. Аркадий Цинеман
15. Камерный Еврейский музыкальный театр — реж. Александр Рацимор
16. Колесо наизнанку — реж. Павел Филимонов
17. Комбайны из Красноярска
18. Лучевая болезнь — реж. И. Матейчук
19. Материалы электронной техники — реж. Ю. Смирнов
20. «Мир» продолжает полёт
21. Муза фотографии — Галина Иванова
22. Орбитальный корабль «Буран»
23. Осмотр трупа на месте его обнаружения — реж. Ю. Бриккер
24. Осторожно! Транспортируется СДЯВ! — реж. Александр Ульянов
25. Охотники и рыболовы России — реж. Леонид Попов
26. Радуга в камне — реж. Дмитрий Масуренков
27. Разноцветные друзья — реж. Ирина Сарахатунова
28. Рядом с Зубром — реж. Елена Саканян
29. Содержание подвижного состава в электродепо метрополитена — реж. Н. Белов
30. Сценическая речь. Фильм 1 — реж. Леонид Купершмидт
31. Сценическая речь. Фильм 2 — реж. Леонид Купершмидт
32. Тайна для миллионов глаз. Пикник на пижме — реж. Александр Косачёв
33. Тайна для миллионов глаз. Сизифов труд — реж. Александр Косачёв
34. Тайна Курильских островов
35. Томмазо Кампанелла — реж. Николай Соловцов
36. Туризм в СССР
37. Установка каталитического крекинга вакуумного газойля Г-43-107 — реж. И. Коган
38. Учитель музыки — реж. Н. Афанасьева
39. Цена беспечности – жизнь — реж. Б. Сломянский
40. Чья эта боль — реж. Святослав Валов
41. Юбилей — реж. Семён Райтбурт

### 1989
1. 24 кадра — реж. Юрий Меньшиков
2. Автомобили «ГАЗ» — реж. Марат Рафиков
3. Автомобили «УРАЛ» — реж. В. Чулков
4. Англо-американская школа в Москве — реж. М. Гнесин
5. Астрофизическая картина мира — реж. И. Коган
6. Биощит — реж. Виктор Васильев
7. Будет ли коммунизм? — реж. Каринэ Диланян
8. Буржуйка XXI века — реж. Святослав Валов
9. Взрывогенераторы — реж. Леонид Никельберг
10. Волшебная краска Гросса — реж. Ольга Нифонтова
11. Врожденные заболевания глаз у детей — реж. Л. Никулин
12. Гомо – парадоксум — реж. Владимир Кобрин
13. Двадцать пятый конгресс МАЖК — реж. Л. Трубникова
14. Двадцать четыре кадра — реж. Юрий Меньшиков
15. Две жизни доктора Алексеева — реж. Георгий Хольный
16. Дело о дуэли — реж. Евгений Голынкин
17. Диспетчерская централизация «Минск» — реж. А. Соколов
18. Долгий путь на Марс — реж. Николай Макаров
19. Другая кровь — реж. Евгений Покровский
20. Друзья книги — реж. Юрий Закревский
21. Единственный шанс — реж. Велли Маринова
22. ЗК Щ 282 — реж. Ирина Сарахатунова
23. Искусство и развитие творческой личности — реж. Светлана Загоскина
24. Истинное и видимое — реж. Фёдор Тяпкин
25. И увидел я зверя — реж. Р. Воронов
26. Когда быть смертным столь высоко
27. Кто скажет не убий? — реж. Борис Загряжский
28. Магистральные тепловозы — реж. И. Хомский
29. Маша и три медведя — реж. Николай Соловцов
30. Мирная жизнь отставного майора — реж. Ольга Нифонтова
31. Михаил Шемякин. Исповедь художника — реж. Аркадий Цинеман
32. Монастыри на Руси — реж. Галина Иванова
33. Народная культура восточных славян. Полесье — реж. Н. Афанасьева
34. Обмен — реж. Е. Потиевский
35. О, маркиза де Сад… — реж. С. Марков
36. Переворот — реж. Д. Фёдоровский
37. Перспективные конструкции стрелочных переводов — реж. В. Торопов
38. Политбюро. Страницы истории. Выпуск 1-й. 1917 год — реж. Вячеслав Лопатин
39. Промышленное производство земляники — реж. В. Берман
40. Протон — реж. Олег Бабашкин, Владимир Иванов
41. Протопоп Аввакум — реж. Юрий Данилов
42. Преодолей себя — реж. Владимир Томберг
43. С любовью к небу — реж. Николай Макаров, Борис Смирнов
44. Самоучка Суворов — реж. Александр Косачёв
45. Солнечный пленник — реж. Л. Цветкова
46. Старшая сестра Ленина — реж. Владимир Томберг
47. Стать женщиной — реж. Владимир Стрелков
48. Сур-Харбан — наш праздник — реж. Леонид Купершмидт
49. Тайна для миллионов глаз. Восьминогие соседи — реж. Александр Косачёв
50. Тайна для миллионов глаз. Родник на Красной поляне — реж. Александр Косачёв
51. Театр, чуждый народу — реж. Леонид Шварц
52. Техника для крестьянских хозяйств и арендных коллективов — реж. Георгий Хольный
53. «Фобос» — успех или неудача? — реж. Владимир Иванов
54. Фотообои — реж. Михаил Марьямов
55. Царицыно — прошлое, настоящее, будущее — реж. Галина Иванова

### 1990
1. Автомобили «УАЗ» — реж. И. Белов
2. Артериальная гипертония, факторы риска, профилактика — реж. Ю. Бриккер
3. Аэропорту Внуково — 50 лет — реж. Александр Рацимор
4. Без дна — реж. А. Герасимов, Е. Потиевский
5. Безопасное управление автомобилем — реж. Леонид Никельберг
6. Буран — Испытания продолжаются…
7. Вариант без выбора — реж. Борис Гольденбланк
8. Ваш метрологический партнёр. Фильм 1 — реж. Александр Ульянов
9. В доме Достоевского — реж. Александр Косачёв
10. Век Просвещения — реж. Юрий Данилов
11. Воззвах к тебе — Е. Потиевский
12. Вспоминая Бориса Пастернака — реж. Борис Головня
13. Гуси — лебеди — реж. Галина Чубакова
14. Гомо — парадоксум два — реж. Владимир Кобрин
15. Да здравствуют приключения — реж. В. Ильичёв
16. Игра в ящик — реж. Леонид Никельберг
17. Из истории русского портрета. Фильм 1 — реж. Светлана Загоскина
18. Ключи судьбы — реж. Каринэ Диланян
19. Мейерхольд — реж. Н. Чирук
20. Мода 91—92 — реж. Л. Цветкова
21. Мысли о живописи. Художник Николай Андронов — реж. Фёдор Тяпкин
22. На пути к школе. Американский детский сад — реж. М. Гнесин
23. Народные целители — реж. Владимир Рытченков
24. Неизвестный Израиль — реж. Александр Буримский
25. Ненаписанный автопортрет художника — реж. Марианна Таврог
26. Откровение Ивана Ефремова — реж. Неля Гульчук, А. Горяинова
27. Охота на зубра — реж. Елена Саканян
28. Певец России отдаленной — реж. В. Берман
29. Перед Страстной неделей в Полесье — реж. Н. Афанасьева
30. Перед Страстной неделей в Полесье. Фильм 2 — реж. Н. Афанасьева
31. Политбюро. Страницы истории. Выпуск второй. 1919 год — реж. Вячеслав Лопатин
32. Политбюро. Страницы истории. Выпуск третий. 1920 год — реж. Вячеслав Лопатин
33. Пропал друг — реж. Агаси Бабаян
34. Пути жизнеобеспечения в космосе
35. Рак молочной железы можно предупредить — реж. Неля Гульчук
36. Русский модерн — реж. Семён Райтбурт
37. Свет Оптиной — реж. Галина Иванова
38. Семь лет и вся жизнь — реж. Семён Райтбурт
39. Слово о Тургеневе — реж. Александр Косачёв
40. Смерть и жизнь художника Федотова — реж. Константин Ровнин
41. Собачья должность — реж. В. Сутормин
42. Советский фарфор — реж. Юрий Меньшиков
43. Создание лесных культур промышленными методами — реж. В. Фомичёв
44. Тарик — реж. С. Марков
45. Хождение за три града — реж. В. Ильичёв
46. Художник и время. Александр Тышлер — реж. Марианна Таврог
47. Художник Херлуф Бидструп
48. Чёрное и белое — реж. Ю. Данилов
49. Шаг вперед… назад — реж. Ирина Сарахатунова
50. Экономика в поисках истины

## 1991—2000

### 1991
1. Автомобили – самосвалы «ЗИЛ –ММЗ» — реж. В. Дадаян
2. Автородео — реж. А. Стапран
3. Амурская земля
4. Болезнь можно предупредить — реж. И. Тихомиров
5. Бремя желаний — реж. А. Каневский
6. В гости к Поленову — реж. Людмила Цветкова
7. Во дни сомнений — реж. Константин Ровнин
8. Вытяжные устройства ЗИЛ — реж. Виталий Калинин
9. Два чувства дивно близки нам… — реж. И. Киселёва
10. День памяти — реж. М. Марьямов
11. Дом с привидениями — реж. Наталья Полонская
12. Дорога в небо — реж. В. Анохин
13. Древняя Русь XIV в. — реж. Юрий Данилов
14. Заболевания прямой кишки — реж. Ю. Бриккер
15. Загадки Данаи — реж. В. Берман
16. И возвёл их на гору — реж. А. Хорошев
17. Из истории русского портрета. Фильм 2 — реж. Светлана Загоскина
18. Картофель на трёх сотках — реж. Георгий Хольный
19. Кто вы, мадам Блаватская? — реж. Каринэ Диланян
20. Мир Виктора Васнецова — реж. Е. Зорин
21. Многопрофильная клиническая больница — реж. И. Матейчук
22. Операция «Гелий». Фильм 1. «Солнечное вещество» — реж. Семён Райтбурт
23. Операция «Гелий». Фильм 2. «С неба на Землю» — реж. Семён Райтбурт
24. Остановись, мгновенье… — реж. Юрий Меньшиков
25. Политбюро. Страницы истории. Выпуск 4-й. 1921 год — реж. Вячеслав Лопатин
26. Потерянный солдат — реж. Олег Бараев
27. Ради спасения дома Сергиева — реж. Н. Афанасьева
28. Связь времён — реж. В. Безенков
29. Серебряный век
30. Страна филателия
31. Тайники Русского музея — реж. Галина Иванова
32. Фонвизин — реж. Александр Косачёв
33. Центр Надежды — реж. Виктор Ман
34. Шанс свободы — реж. Константин Ровнин
35. Эвенская осень
36. Этюд о любви

### 1992
1. Битва за Днепр — реж. Александр Рацимор
2. Великий мистификатор — реж. Александр Марутян
3. Видение пономаря Тарасия — реж. В. Яковлев
4. Вода реки Забвения — реж. Каринэ Диланян
5. Говорящие молча — реж. Сергей Рахомяги
6. Дуэт — реж. Константин Ровнин
7. Живопись иглой — реж. Е. Зорин
8. Испытания продолжаются — реж. Олег Бабашкин, В. Буданов
9. К верхнему миру — реж. А. Новикова
10. «Марафон-ТВ» — информационный прогресс России
11. Меценат С. И. Мамонтов — реж. А. Шувиков
12. Мир оставляю Вам… — реж. Галина Иванова
13. Митуричи — реж. Аркадий Цинеман
14. Операция «Гелий». Фильм 3. «Невидимые лучи» — реж. Семён Райтбурт
15. Операция «Гелий». Фильм 4. «Нам не дано предугадать» — реж. Семён Райтбурт
16. Памяти Нансена — реж. А. Шумилов
17. Политбюро. Страницы истории. Выпуск 5-й. 1922 год — реж. Вячеслав Лопатин
18. Политбюро. Страницы истории. Выпуск 6-й. 1923 год — реж. Вячеслав Лопатин
19. Политбюро. Страницы истории. Выпуск 7-й. 1924 год — реж. Вячеслав Лопатин
20. Политбюро. Страницы истории. Выпуск 8-й. 1924—1925 гг. — реж. Вячеслав Лопатин
21. Портрет Рахманинова — реж. Александр Косачёв
22. Рожденная для бега — реж. В. Сутормин, Леонид Шварц
23. Театр Виктюка
24. Уточнение диагноза — реж. Виталий Манский
25. Человек с Таймс сквер
26. Шаги в никуда — реж. Владимир Кобрин
27. Элий Белютин и Абрамцевское братство

### 1993
1. Братья Третьяковы — реж. Константин Ровнин
2. Великий Матисс — реж. Аркадий Цинеман
3. Воларе — это полёт — реж. Марк Дитковский
4. Гавриил Державин — реж. Галина Иванова
5. Дело жизни Ивана Цветаева — реж. Владимир Рытченков
6. Завтрак с видом на Эльбрус — реж. Николай Малецкий
7. История одной коллекции — реж. Александр Миронов
8. Их нельзя не любить — реж. Константин Ровнин
9. Когда оживают краски — реж. Ольга Нифонтова
10. Опавшие листья — реж. Юрий Меньшиков
11. Операция «Гелий». Фильм 5. «Почему светит солнце» — реж. Семён Райтбурт
12. Откровение — реж. И. Коган
13. Памяти Врубеля — реж. Светлана Загоскина
14. Победа, которую скрывали — реж. Виктор Ман
15. Политбюро. Страницы истории. Выпуск 9-й. 1926—1927 гг. — реж. Вячеслав Лопатин
16. Политбюро. Страницы истории. Выпуск 10-й. 1928—1930 гг. — реж. Вячеслав Лопатин
17. Приглашение к самовару — реж. В. Родивилин
18. Скажи мне, кудесник — реж. Каринэ Диланян
19. Чудесные превращения — реж. В. Васильев

### 1994
1. Айболит из цирка — реж. Л. Трубникова
2. Биоразнообразие — шанс на спасение — реж. М. Цыганов
3. Валдай – живая вода — реж. М. Гнесин
4. Вариации на тему «кружева» — реж. Е. Зорин
5. Василий Кандинский — реж. М. Марьямов
6. В краю непуганых птиц — реж. Александр Ульянов
7. Воронеж — мгновения веков — реж. Л. Круглова
8. Доски судьбы — реж. Елена Саканян
9. Загадка Лобачевского — реж. Александр Косачёв
10. Звездочёт Егор Фомич — реж. Юрий Данилов
11. Маленькая хозяйка большого леса — реж. Агаси Бабаян
12. Мчится тройка — реж. Сергей Рахомяги
13. На свой аршин — реж. Юрий Данилов
14. Откровение два — реж. И. Коган
15. Под сенью старого дуба — реж. В. Васильев
16. Политбюро. Страницы истории. Выпуск 11. 1930—1934 гг. — реж. Вячеслав Лопатин
17. Пони тоже кони — реж. Сергей Рахомяги
18. По Смоленской дороге… — реж. Л. Трубникова
19. Русские древности в Русском музее — реж. Галина Иванова
20. Русский музей. Начало — реж. Галина Иванова
21. Святыни — реж. Светлана Загоскина
22. Твой Винсент — реж. Светлана Загоскина
23. У магнита есть свои секреты — реж. Александр Ульянов
24. Честный фотограф

### 1995
1. Было дело в Грибоедове — реж. М. Марьямов
2. В гостях у Петрушки — реж. Борис Загряжский
3. Видение лествицы — реж. Светлана Загоскина
4. Возрождённая майолика — реж. Е. Зорин
5. Душа Омской земли — реж. М. Гнесин
6. Живописное путешествие Павла Свиньина — реж. Галина Иванова
7. Иван Забелин и его Москва — реж. Галина Иванова
8. Магия Купера — реж. Марк Дитковский
9. Мир цветов — реж. М. Гнесин
10. Наполеон. Легенда о великом полководце — реж. Вячеслав Лопатин
11. Политбюро. Страницы истории. Выпуск 12. 1934—1935 гг. — реж. Вячеслав Лопатин
12. Разговор о дельфинах — реж. Леонид Попов
13. Рыцарь «ордена улыбки» — реж. Борис Загряжский
14. Страна Лапландия — реж. Л. Круглова
15. Чердак. Москва. Поварская — реж. Александр Марутян

### 1996
1. Мне всегда везло. Академик Борис Раушенбах — реж. Константин Ровнин
2. Политбюро. Страницы истории. Выпуск 13. 1935—1936 гг. — реж. Вячеслав Лопатин
3. Что я видел — реж. Виктор Юрловский

### 1997
1. Кантеле — реж. Константин Ровнин
2. Поле чудес или и один в поле воин — реж. Виктор Юрловский
3. Среди святых воспоминаний — реж. Светлана  Загоскина
4. Томилов. Прежде незнакомый — реж. Галина Иванова

### 1998
1. Политбюро. Страницы истории. Выпуск 14. 1937 год — реж. Вячеслав Лопатин
2. Политбюро. Страницы истории. Выпуск 15. 1938—1939 гг. — реж. Вячеслав Лопатин

### 1999
1. Возвращение к Пушкину — реж. Галина Иванова
2. Вторая печать — реж. Александр Марутян
3. Истинный дар — реж. Марк Дитковский, Людмила Цветкова
4. Я женат и счастлив — реж. Галина Иванова

### 2000
1. Великие режиссёры театра — реж. Александр Марутян
2. Где живут организмы — реж. Марк Дитковский
3. Геометрическая оптика — реж. Марк Дитковский
4. Детская энциклопедия — культуры мира. Серия 1. Финляндия — реж. Р. Шалунов
5. Детская энциклопедия — культуры мира. Серия 2. Франция — реж. Наталья Лукиных
6. Детская энциклопедия — культуры мира. Серия 3. Беларусь — реж. Ю. Попович, Михаил Воронежцев
7. Детская энциклопедия — культуры мира. Серия 4. Дагестан — реж. Д. Зубарев
8. Детская энциклопедия — культуры мира. Серия 5. Армения — реж. Андрей Айрапетов
9. Литература. Биографии писателей. Фильм 1 — реж. Галина Иванова
10. Литература. Биографии писателей. Фильм 2 — реж. Галина Иванова
11. Основы кинематики — реж. Марк Дитковский
12. Русская литература — реж. Галина Иванова
13. Это всё животные — реж. М. Цыганов
14. Это всё растения — реж. М. Цыганов

## 2001—2010

### 2001
1. Вода — реж. М. Цыганов
2. Искусство Древней Руси — реж. Ирина Сарахатунова
3. Каждый народ — художник — реж. Александр Марутян
4. Сказки русского леса. Выпуск №1 «Как я был орлом» — реж. Р. Желыбина
5. Сказки русского леса. Выпуск №2 «Хлопотливый день» — реж. Игорь Нестеров
6. Сказки русского леса. Выпуск №3 «Всякому своё время» — реж. Марина Пертегас
7. Что такое живой организм — реж. Ирина Сарахатунова
8. Эпоха Русского классицизма — реж. Сергей Рахомяги
9. Юрий Гагарин. Легенда и Человек. Ф.1 Летит только один — реж. А. Малечкин
10. Юрий Гагарин. Легенда и Человек. Ф.2 Разрешите взлёт — реж. А. Малечкин
11. Юрий Гагарин. Легенда и Человек. Ф.3 Всё только начиналось — реж. А. Малечкин

### 2002
1. Русский театр. Скоморохи  — реж. Александр Марутян

### 2004
1. Варенье из апельсинов (мультипликационный) — реж. Инга Коржнева
2. Микрополис (мультсериал) — реж. Александр Храмцов, Вадим Сотсков, Оксана Тарабанова
3. Незнайка  и Баррабасс — реж. Светлана Гроссу, Владимир Гагурин

### 2005
1. Неуправляемый занос ― реж. Георгий Шенгелия; совместно с ТВЦ
2. Парниковый эффект ― реж. Валерий Ахадов
3. Рысак ― реж. Леонид Бочков
4. Свидание с бомбой — реж. Борис Смирнов
5. Фабрика чудес. Фильм 1. «Режиссёр-мультипликатор» — реж. Алексей Вахрушев

### 2006
1. [Правдивая история киномузыки|Правдивая история киномузыки (фильмы 1, 2)]] — реж. Роман Саульский
2. Фабрика чудес. Фильм 2. «Автор сценария» — реж. Алексей Вахрушев
3. Фабрика чудес. Фильм 3. «Художник-постановщик» — реж. Алексей Вахрушев
4. Фабрика чудес. Фильм 4. «Аниматор» — реж. Алексей Вахрушев
5. Флэшка ― реж. Георгий Шенгелия; совместно с Flash Entertainment Kinokompaniya, Vox Video

### 2007
1. Открытое пространство ― реж. Денис Нейманд
2. Правдивая история киномузыки (фильмы 3, 4) — реж. Роман Саульский
3. Фабрика чудес. Фильм 5. «Роли озвучивают» — реж. Алексей Вахрушев

### 2008
1. Правдивая история киномузыки (фильм 5) — реж. Роман Саульский
2. Фабрика чудес. Фильм-Пролог. «От лица зрителя» — реж. Алексей Вахрушев
3. Фабрика чудес. Фильм 6. «Композитор» — реж. Алексей Вахрушев

### 2009
1. Библейские притчи (мультипликационный) — реж. Сергей Антонов

### 2010
1. Белка и Стрелка. Звёздные собаки — реж. Святослав Ушаков, Инна Евланникова
2. Варенье из сакуры — реж. Юлия Ауг
3. Синяя птица Гжель — реж. Александр Касьянов

## 2011—2015

### 2011
1. Афанасий (мультипликационный сериал) — реж. Владимир Наумов
2. Время сказок (мультипликационный) — реж. Елена Соколова

## Год неизвестен
1. Проблема связанного азота

## Периодические киножурналы
- Агропромышленный комплекс России (1991)
- Альманах кинопутешествий (1960—1990)
- Горизонт (1965—1988)
- Звёздочка (1966—1988)
- Здоровье (1982—1991)
- Маленькие чудеса большой природы (1973—1974)
- На воздушных трассах (1984—1988)
- На голубых дорогах (с 1959)
- На стальных магистралях (1947—1992)
- Наука и техника (1940—1995)
- Новости сельского хозяйства (с 1950)
- Новости строительства (с 1956)
- Секреты природы (1979—1995)
- Советский спорт (1947—1987)
- Строительство и архитектура (1968—1990)
- Учебная фильмотека. История (с 1956 по 1993, также на студиях «Киевнаучфильм», «Леннаучфильм», «Школфильм»)
- Хочу всё знать (с 1957 по 2010)
- Эврика (1992)